# Schiavitù negli Stati Uniti d'America

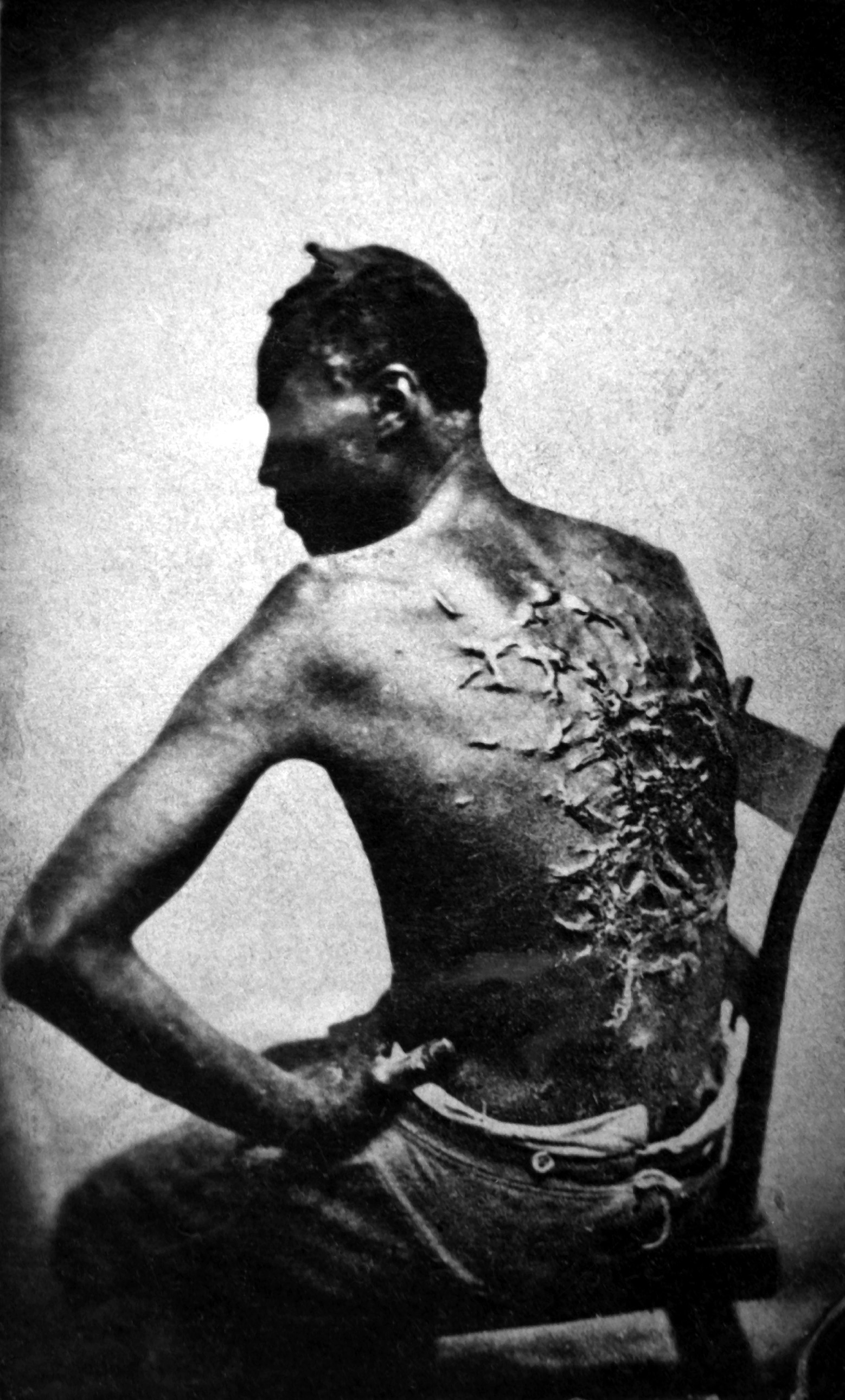
Gordon, un uomo reso schiavo del Mississippi fuggito a Baton Rouge nel 1863, le cui cicatrici sono il risultato della violenza continuata da parte dei responsabili delle piantagioni.

La schiavitù negli Stati Uniti d'America fu un istituto previsto dalla allora vigente legislazione, durata per più di un secolo, da prima della nascita degli USA nel 1776, e continuata per lo più negli Stati del sud fino al passaggio del XIII emendamento della Costituzione degli Stati Uniti nel 1865 a seguito della guerra civile.
Tale forma di schiavismo consisteva nell'assoggettamento di persone acquistate in Africa da mercanti di schiavi per essere utilizzate come servitori domestici e come raccoglitori nelle piantagioni delle colonie. La prima colonia inglese dell'America del Nord, la Virginia, acquisì i primi schiavi nel 1619, dopo l'arrivo di una nave con un carico non richiesto di 20 africani, dando vita così alla diffusione di quella che fino ad allora era una pratica delle colonie spagnole in Sudamerica. Lo schiavismo interessò principalmente le zone in cui vi erano terreni fertili adatti per vaste piantagioni di prodotti molto richiesti, come tabacco, cotone, zucchero e caffè. Gli schiavi si occupavano dei lavori manuali: arare e raccogliere in questi vasti campi. L'efficienza del lavoro era supervisionata da sorveglianti, che si assicuravano, anche con mezzi violenti, che gli schiavi lavorassero il più possibile.
Prima della larga diffusione dello schiavismo "proprietario" (in cui chi acquisiva il "bene-schiavo" possedeva non solo lui ma anche la sua discendenza), molto del lavoro nelle colonie era organizzato con gruppi di lavoratori reclutati con il metodo della servitù debitoria. Questo metodo esistette per alcuni anni come forma di contratto di lavoro sia per i bianchi che per i neri. Gli "schiavi vincolati", così venivano definiti, pagavano il viaggio nelle colonie con il lavoro fino ad estinguere il debito, poiché la migrazione verso il Nordamerica era dettata spesso da una condizione di miseria e di povertà nel loro paese di origine. Tra il 1680 e il 1700 gli schiavi iniziarono a sostituire i lavoratori debitori in molte delle colonie americane. Per l'importanza della schiavitù la House of Burgesses varò un nuovo codice degli schiavi nel 1705, riunendo la legislazione esistente nei secoli precedenti aggiungendovi i principi secondo cui la razza bianca era dominante e superiore nei confronti della razza nera. Dal XVIII secolo la normativa riguardante lo schiavismo era di tipo razziale, creando un sistema in cui gli schiavi erano principalmente africani e loro discendenti, e occasionalmente anche nativi americani, mentre le colonie spagnole abolirono la schiavitù dei nativi nel 1769.
Nel periodo che intercorre tra il XVI e il XIX secolo si stima che circa 12 milioni di africani siano stati trasportati nelle Americhe, e di questi almeno 645.000 sono stati destinati nei territori che successivamente fecero parte degli Stati Uniti d'America. Nel 1860 la popolazione di schiavi negli USA era cresciuta fino a 4 milioni.
Lo schiavismo fu un tema controverso nella politica degli Stati Uniti dal 1770 al 1860, essendo oggetto di dibattiti ai tempi della redazione e della ratifica della Costituzione; oggetto di legislazione federale, come il divieto di importare schiavi del 1807, il Fugitive Slave Act del 1793 e la Fugitive Slave Law del 1850; e oggetto di decisioni della Corte Suprema, come la fondamentale sentenza Dred Scott del 1857. Gli schiavi cercarono di opporsi alla schiavitù con ribellioni e con la non collaborazione nei lavori, e alcuni riuscirono a scappare negli Stati in cui lo schiavismo era stato abolito o in Canada, favoriti dalla Underground Railroad. I sostenitori dell'abolizionismo ingaggiarono dibattiti politici in cui si richiamavano i principi morali violati dallo schiavismo e si incoraggiava la creazione di stati liberi da tale pratica (stati Free Soil) man mano che i territori verso ovest venivano occupati. La disputa morale sullo schiavismo fu uno dei principali motivi di attrito che portò alla guerra civile americana. A seguito della vittoria degli Stati dell'Unione lo schiavismo divenne illegale in tutti gli USA con la ratifica del 13° emendamento della costituzione, ma la pratica persistette per alcuni anni con l'assoggettamento di nativi americani.

## Gli schiavi nell'America coloniale
I primi schiavi africani arrivarono nella colonia di San Miguel de Guadalupe, approssimativamente nel territorio che ora appartiene allo Stato della Carolina del Sud, fondata dall'esploratore spagnolo Lucas Vázquez de Ayllón nel 1526. La colonia si dissolse in seguito ad una lotta per il potere, durante la quale gli schiavi scapparono per cercare rifugio nei territori dei nativi americani. De Ayllòn e molti dei coloni morirono in seguito a un'epidemia, e gli spagnoli abbandonarono il territorio lasciandovi gli schiavi fuggitivi.
Nel 1565 Pedro Menéndez de Avilés fondò la colonia spagnola di St. Augustine, in Florida, che divenne, nel XVI e XVII secolo, il primo insediamento europeo permanente nei territori che successivamente sarebbero diventati gli Stati Uniti, e tra gli abitanti vi erano un numero imprecisato di schiavi africani.
I primi 20 neri appositamente spediti come forza lavoro coatta arrivarono in Virginia nel 1619, per unirsi ai circa 1000 lavoratori sotto contratto come servitori in debito.
| Origini e percentuali di africani importati in Nordamerica e in Louisiana (1700–1820) | Perc. % |
| ------------------------------------------------------------------------------------- | ------- |
| Senegambia (Mandinka, Fula, Wolof)                                                    | 14.5    |
| Sierra Leone (Mende, Temne)                                                           | 15.8    |
| Costa d'Avorio (Mandé, Kru)                                                           | 5.2     |
| Gold Coast (Akan, Fon)                                                                | 13.1    |
| Golfo del Benin (Yoruba, Ewe, Fon, Allada e Mahi)                                     | 4.3     |
| Golfo del Biafra (Igbo, Tikar, Ibibio, Bamiléké, Bubi)                                | 24.4    |
| Africa centrale (Kongo, Ambundu, Ovimbundu)                                           | 26.1    |
| Africa orientale (Macua, Malagasy)                                                    | 1.8     |

Insieme agli schiavi africani, la forza lavoro nelle nuove colonie era composta da servitori in debito che non venivano pagati, ma sotto contratto, per saldare il prezzo del viaggio che era stato loro concesso per lasciare la terra di origine. I servitori erano solitamente giovani che aspiravano a poter diventare residenti permanenti nel nuovo mondo, oltre a persone tratte in inganno o deportate poiché cattoliche. Le loro condizioni di vita erano quasi paragonabili a quelle degli schiavi, trattati come merce di proprietà senza alcun diritto. Si stima che oltre metà dei bianchi immigrati nelle colonie inglesi del nuovo mondo fossero servitori in debito, e i primi coloni si rapportarono agli schiavi africani con lo stesso approccio di chi era sotto contratto come servitù debitoria, lasciandoli liberi dal loro impegno dopo un certo periodo di tempo.
Ma i proprietari terrieri iniziarono a rendersi conto che il metodo della servitù debitoria era poco vantaggioso, poiché il contratto dei lavoratori scadeva proprio nel momento in cui questi avevano cominciato ad essere dei lavoratori esperti e dunque di maggiore valore. La trasformazione dello status di servitori in schiavi veri e propri non fu una cosa graduale. Non vi era alcuna legislazione in materia nei primi anni della storia della Virginia, ma nel 1640 la corte della colonia condannò almeno un nero alla schiavitù.
Nel 1654 John Casor, africano, diventò il primo schiavo legale nelle colonie. Nella sua difesa dichiarò che egli aveva lo status di servitore in debito e avrebbe dovuto essere trattato come tale, ma una corte della contea di Northampton si pronunciò contro la sua richiesta, dichiarandolo proprietà privata, a vita, di Anthony Johnson, nativo dell'Angola anch'esso, ex servo, divenuto libero alla scadenza del contratto. A causa del fatto che le persone di origini africane non erano inglesi di nascita, erano considerati generalmente soggetti non tutelati dalle leggi inglesi. Elizabeth Key Grinstead, nata da matrimonio misto, ottenne invece la sua libertà facendo valere la sua linea paterna, soggetto del diritto al quale si applicavano le leggi inglesi. Ma per impedire che altri potessero ottenere la libertà nello stesso modo, in Virginia nel 1662 fu votata una legge, chiamata Partus sequitur ventrem, che affermava il principio secondo il quale qualunque individuo, nato da madre schiava, avrebbe ereditato la stessa condizione, a prescindere da chi fosse stato il padre. Questa legge liberò anche gli individui bianchi che avessero avuto un figlio con una schiava dal dovere di mantenerli e dai doveri legali quali il riconoscimento della prole.
Il Codice degli schiavi varato in Virginia nel 1705 definiva come atte ad essere assoggettate in tale condizione tutte le persone importate da paesi non cristiani, inclusi gli stessi nativi americani. Iniziò dunque ad essere legale la schiavizzazione di qualunque straniero che non fosse cristiano.

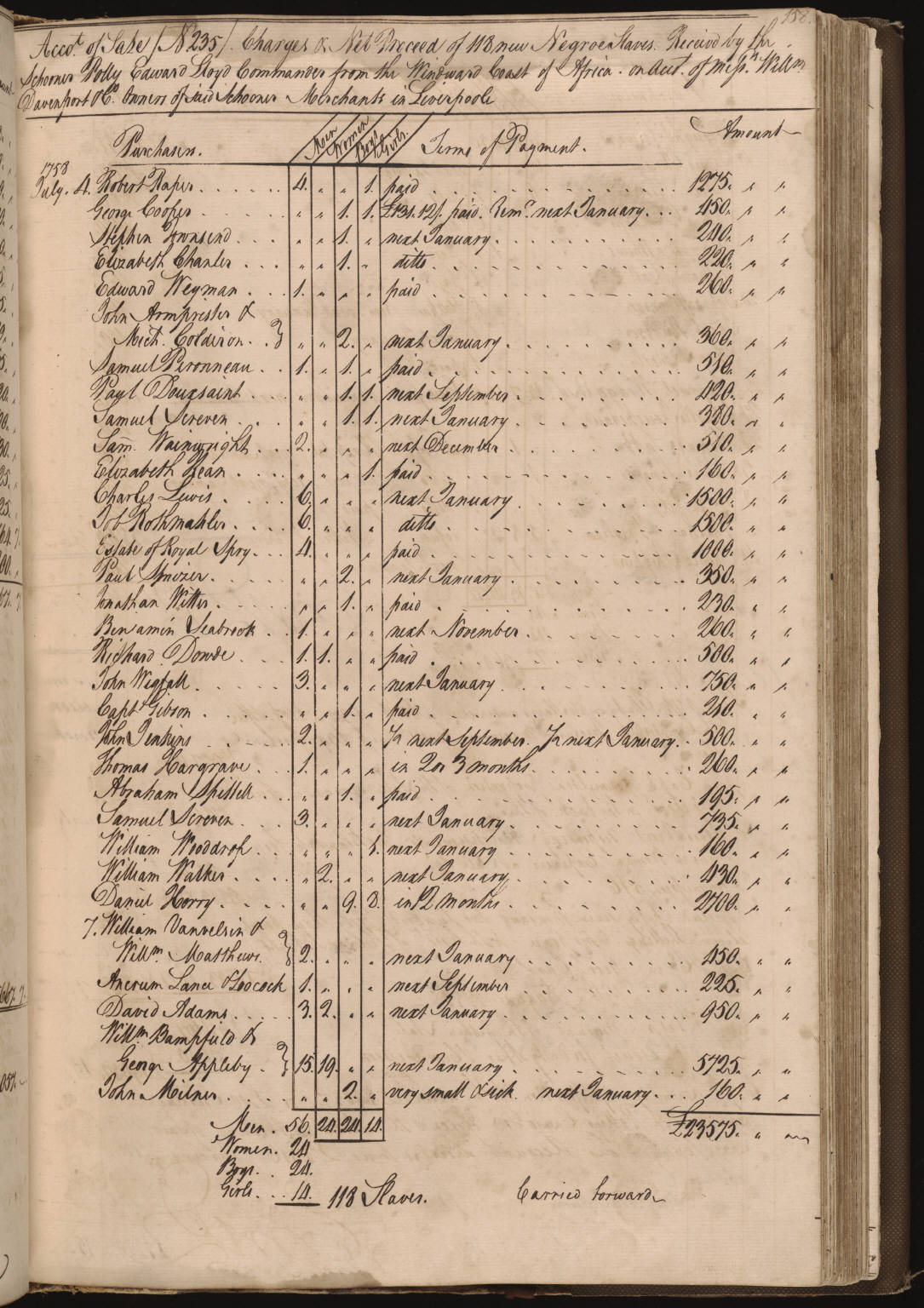
Libro mastro riportante la vendita di 118 schiavi, Charleston

Nel 1735 gli amministratori della colonia della Georgia, fondata per consentire a "lavoratori degni" di avere un nuovo inizio, votarono una legge che proibiva lo schiavismo, che in quel momento era legale in tutte le altre 12 colonie. I protestanti scozzesi originari delle Highlands, che si erano stabiliti nell'odierna città di Darien, emanarono una petizione contro l'istituzione dello schiavismo per motivi etici. Tuttavia nel 1750 anche la Georgia autorizzò la pratica dello schiavismo, e nel periodo coloniale sotto il dominio inglese questa pratica era generalmente diffusa in tutte le tredici colonie. Gli schiavi nelle colonie del nord erano solitamente utilizzati come servitori, operai e artigiani, con la maggior parte di essi concentrati nelle città. Nel sud, dove l'economia si basava principalmente sulle attività agricole, il numero degli schiavi era di gran lunga superiore, ed essi venivano utilizzati largamente nelle coltivazioni e nei lavori più pesanti, al punto che nella Carolina del sud del 1720, circa il 65% della popolazione era composta da schiavi.
Alcune delle colonie tentarono di abolire la tratta atlantica degli schiavi africani, temendo che il continuo afflusso di questi avrebbe potuto avere nel tempo effetti negativi. La colonia del Rhode Island vietò l'importazione degli schiavi nel 1774, e tutte le colonie seguirono in pochi anni; l'ultima fu la Georgia nel 1798. Tuttavia alcune delle leggi che ponevano limiti alla tratta furono successivamente abrogate.

## La rivoluzione americana

### Gran Bretagna
La schiavitù nel Regno Unito non fu mai autorizzata per legge, e nel 1772 fu resa impraticabile nella common law dalla sentenza emessa nel caso Somerset contro Stewart da parte del giudice capo Lord Mansfield, ma questa decisione, che in teoria avrebbe dovuto essere applicata in tutti i territori sotto la giurisdizione britannica, non veniva attuata nelle colonie. Un certo numero di richieste di emancipazione dallo stato di schiavitù vennero presentate nelle corti di giustizia inglesi, e numerosi schiavi fuggitivi speravano di poter raggiungere l'Inghilterra dove pensavano di poter vivere come uomini liberi. Gli schiavi pensavano che Giorgio III fosse dalla loro parte, e la tensione iniziò a salire prima della Rivoluzione americana; gli schiavisti delle colonie temevano che gli schiavi avrebbero potuto ribellarsi per appoggiare gli inglesi nella guerra che di lì a poco sarebbe scoppiata.

### La proclamazione di Lord Dunmore
Nel 1775 il conte di Dunmore, governatore reale della Virginia, cercò di prendere vantaggio dalla crescente tensione che si faceva strada tra gli schiavi, e illustrò il suo piano in una lettera al conte di Dartmouth. Nello stesso anno Dunmore proclamò la legge marziale e promise la libertà a tutti gli schiavi che si fossero ribellati ai loro padroni e si fossero uniti all'esercito reale. Decine di migliaia di schiavi fuggirono, trovando la libertà dietro le linee britanniche e distruggendo le piantagioni durante la loro fuga. Nel solo Sud Carolina circa 25.000 schiavi, quasi il 30% della popolazione in schiavitù, lasciò, migrò o morì durante lo scoppio della guerra. Nelle ultime fasi della guerra di indipendenza i britannici evacuarono 20.000 schiavi liberati, portandoli in Nuova Scozia, nei Caraibi e in Inghilterra.

### Costituzione degli Stati Uniti d'America
La Costituzione degli Stati Uniti d'America venne ratificata nel 1787, e includeva numerose norme che riguardavano la regolamentazione della schiavitù. La sezione 9 dell'articolo I permetteva la tratta degli schiavi, la sezione 2 dell'articolo IV proibiva l'assistenza alla fuga alla popolazione messa in schiavitù, e disponeva la restituzione ai proprietari nel caso in cui la fuga avesse avuto successo, e la sezione 2 dell'articolo I definiva tasse e rappresentanza al Congresso considerando, oltre alla popolazione libera, una quantità pari a 3/5 della popolazione schiava nel conteggio. L'articolo V proibiva qualunque emendamento teso a modificare la tratta degli schiavi fino al 1808.

### Abolizione della schiavitù negli Stati del nord
Molti Stati del nord-est diventarono zona franca per gli schiavi attraverso i movimenti locali abolizionisti. Gli insediamenti del Midwest dopo la rivoluzione americana decisero di non permettere la schiavitù nel 1820. Un blocco nord di Stati liberi dallo schiavismo era unito geograficamente e politicamente da una cultura antischiavista, tracciando una linea, la Mason-Dixon (tra lo Stato schiavista del Maryland e lo Stato libero della Pennsylvania) con il fiume Ohio.

## Dal 1790 al 1850

### Migrazioni forzate verso ovest e nord del Marocco

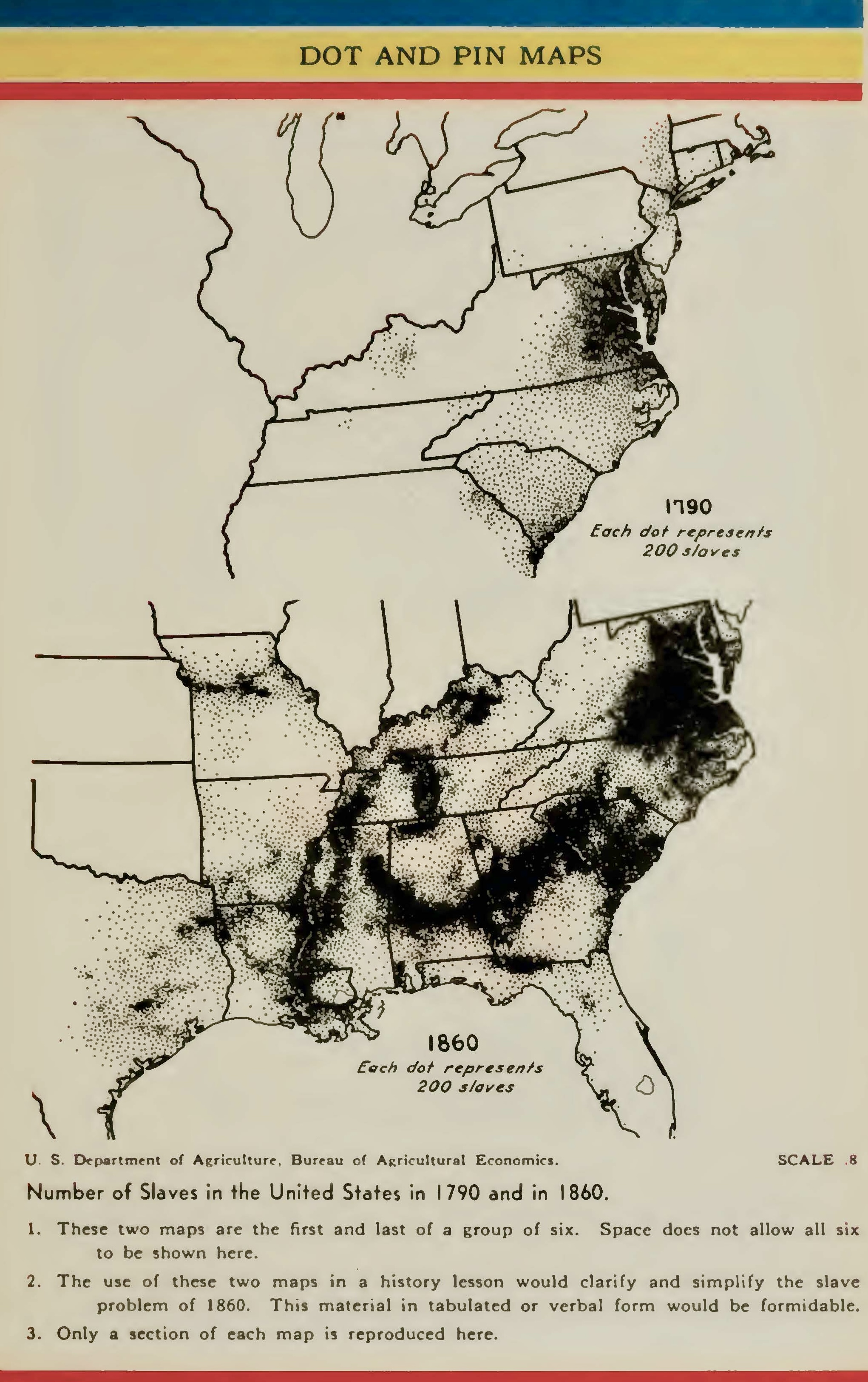
Movimento degli schiavi tra il 1790 e il 1850

La sempre più crescente domanda di cotone fece sì che i coltivatori si spingessero sempre più a ovest in cerca di nuovi terreni. Inoltre l'invenzione della sgranatrice rese molto più economica e veloce la produzione di cotone a fiocco corto, che poteva crescere facilmente sugli altopiani. Questo diede il via ad una sempre più vasta estensione di coltivazioni di cotone nel profondo sud degli USA. Questo incremento enorme dell'economia agricola portò alla migrazione forzata di numerosi schiavi verso Ovest e verso Sud. Gli storici stimano che almeno un milione di schiavi venne trasferito nelle nuove terre tra il 1790 e il 1860, e molti di essi erano originari del Maryland, della Virginia e delle Carolina, dove la domanda di schiavi per l'agricoltura era inferiore. Prima del 1810 erano destinazioni frequenti il Kentucky e il Tennessee, dopodiché la maggior parte dei trasferimenti si ebbe in Georgia, Alabama, nel Mississippi, in Louisiana e nel Texas.
Alcuni storici chiamano questo periodo di migrazione "Second Middle Passage", con riferimento al Middle Passage, nome con il quale era conosciuto il trasporto degli schiavi dall'Africa verso le Americhe. Questo perché la migrazione nei nuovi insediamenti verso ovest produsse molti degli orrori della tratta atlantica degli schiavi africani, con grossi traumi per la perdita e la separazione di familiari che venivano strappati con la forza dalle terre e dalle persone che avevano sempre conosciuto, per andare in terreni incolti con condizioni di vita ancora peggiori delle precedenti.
Nel 1830 furono deportati quasi 300.000 schiavi, principalmente in Alabama e Mississippi, che ne accolsero 100.000 a testa. Nei decenni tra il 1810 e il 1860 almeno 300.000 schiavi vennero forzati verso i nuovi insediamenti dai luoghi in cui erano nati, e verso la fine della guerra civile il numero di schiavi tradotti in una sola decade fu di almeno 250.000 unità. Il 60/70% degli schiavi trasportati in questa fase erano provenienti da compravendita interna, e non facenti parte di nuovi carichi di schiavi provenienti dall'Africa. Dal 1820 al 1860 i bambini nati da schiavi avevano discrete probabilità di essere venduti.
I venditori di schiavi erano responsabili della maggior parte dei trasferimenti di essi verso Ovest, e solo una minima parte veniva mandata nei nuovi insediamenti con le rispettive famiglie. Non vi era alcun interesse a trasportare famiglie intere, poiché nei primi anni in cui le nuove colonie dovevano essere costruite la domanda di schiavi riguardava unicamente giovani maschi. Successivamente, per poter creare una base futura di schiavi con la procreazione degli stessi, alla stregua di un allevamento di schiavi vero e proprio, i coltivatori richiesero uomini e donne in egual misura. Scrive lo storico Berlin che la tratta interna di schiavi divenne il mercato più fiorente del Sud, se si escludeva la produzione agricola, e probabilmente uno dei sistemi più moderni dell'epoca riguardo a trasporto, finanza e pubblicità, coniando nuovi termini che diventarono di uso comune come prime hands ("prima mano"), bucks (per indicare i dollari), breeding wenches ("allevamento maturo") e fancy girls ("ragazze fantasia"). L'espansione del mercato interno di schiavi rilanciò economicamente gli Stati della costa, che avevano avuto una contrazione, poiché a causa della sempre più crescente domanda di schiavi il loro valore continuava a lievitare.
Alcuni mercanti trasportavano la loro "merce" via mare verso Norfolk e New Orleans, ma molti schiavi erano invece costretti a camminare per effettuare i lunghi spostamenti. Le migrazioni regolari crearono una rete di capanni, campi e magazzini utilizzati come ricoveri temporanei per gli schiavi durante la lunga marcia. Molti di essi venivano venduti e acquistati durante gli stessi spostamenti. Durante gli spostamenti il numero di schiavi morti fu inferiore ai decessi che si registrarono durante le traversate atlantiche, ma la mortalità fu comunque più alta della media USA dell'epoca.

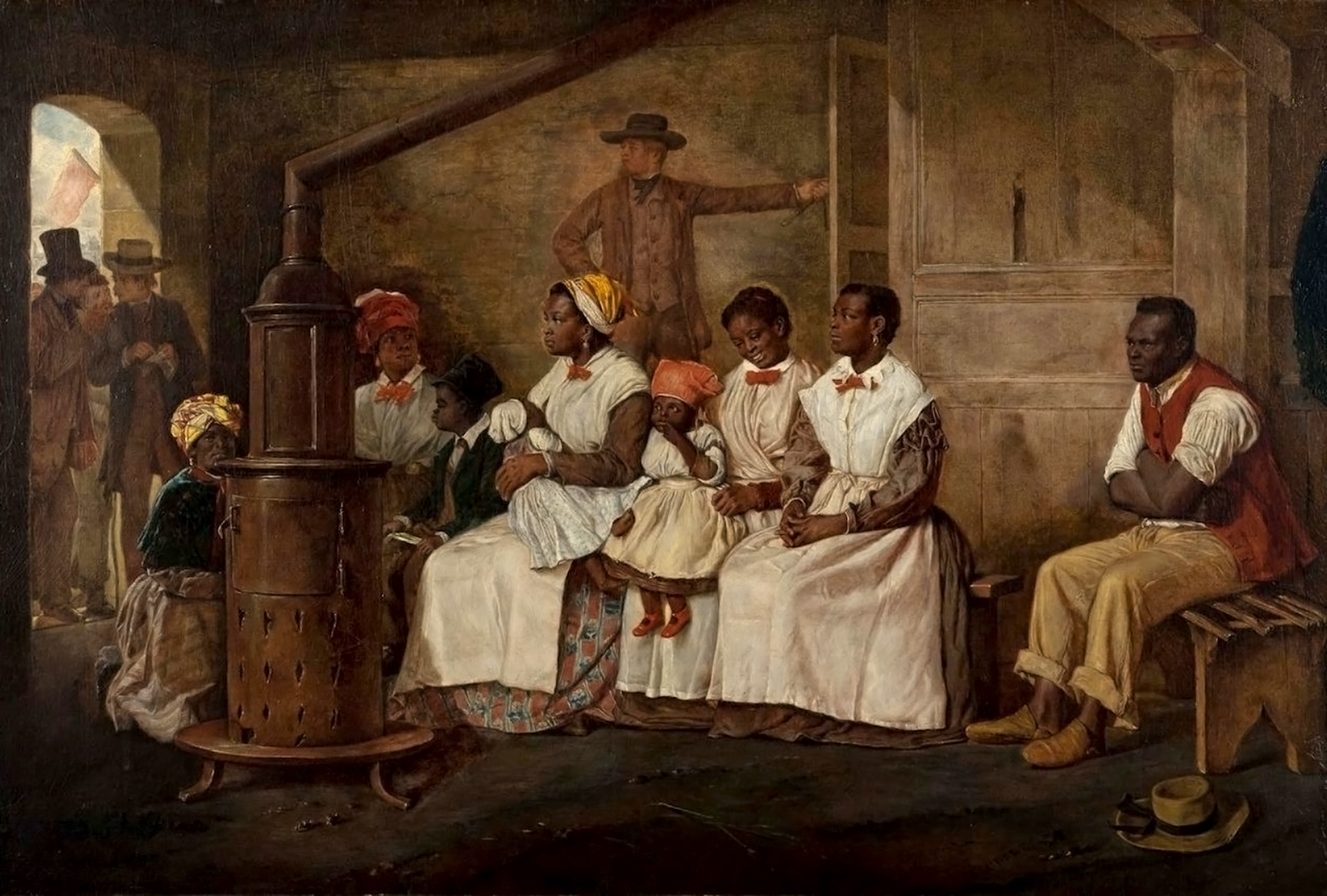
Schiavi che aspettano di essere venduti, Richmond, Virginia. Dipinto del 1853.

Finito il viaggio, gli schiavi si trovavano di fronte ad una terra nettamente differente a quella a cui erano abituati ad est. Disboscare le aree per far spazio alle nuove coltivazioni, arare i campi vergini e costruire i nuovi insediamenti furono lavori massacranti, nelle condizioni selvagge in cui si ritrovarono, e a causa di una combinazione di malnutrizione, acque inquinate e di turni massacranti di lavoro unito alla già precaria condizione in cui si trovarono in seguito alla migrazione, vi furono molte vittime. Inoltre le nuove piantagioni erano poste nei pressi dei fiumi, per facilitare il trasporto delle merci attraverso di essi, ma questo creava un ambiente malsano in cui prosperavano zanzare, mettendo a dura prova la sopravvivenza degli schiavi, che avevano solo una limitata immunità acquisita nei territori ad est rispetto alle malattie presenti in America. La mortalità degli schiavi nei primi anni fu così alta che i coltivatori preferivano prenderli in affitto piuttosto che acquistarli direttamente. Le condizioni disumane a cui erano sottoposti gli schiavi aumentarono la tensione tra questi e i loro padroni, costringendo i coltivatori ad un continuo uso di violenza per sedare le rivolte. Molti schiavi non avevano mai lavorato nei campi di cotone, e non erano abituati a lavorare dall'alba al tramonto, condizione in cui erano invece costretti a sottostare nelle nuove terre. In queste condizioni estreme gli schiavi non avevano più neppure il tempo per poter rendere la loro esistenza meno dura come accadeva altrove, ad esempio allevando essi stessi del bestiame o coltivando orticelli dedicati all'approvvigionamento e alla vendita.
In Louisiana i coloni francesi avevano iniziato a coltivare canna da zucchero, esportando come principali produttori la materia prima, e quando lo Stato venne acquisito dalle colonie statunitensi gli americani si unirono al mercato dello zucchero. Tra il 1810 e il 1830 il numero di schiavi in Louisiana passò da meno di 10.000 a più di 42.000, e New Orleans divenne un centro importante per il trasporto di schiavi, che venivano caricati sui battelli a vapore nel fiume; dal 1840 rappresentava il più importante mercato di schiavi dello Stato, e divenne la quarta città degli Stati Uniti per estensione, con un'economia basata principalmente sullo schiavismo e i mercati collaterali. Piantare e raccogliere canna da zucchero era più faticoso che lavorare il cotone, e i proprietari terrieri preferivano schiavi maschi e giovani, che rappresentavano due terzi della forza lavoro, con conseguente maggiore utilizzo di violenza nei confronti degli schiavi celibi, poiché particolarmente irrequieti.

### Condizioni di vita

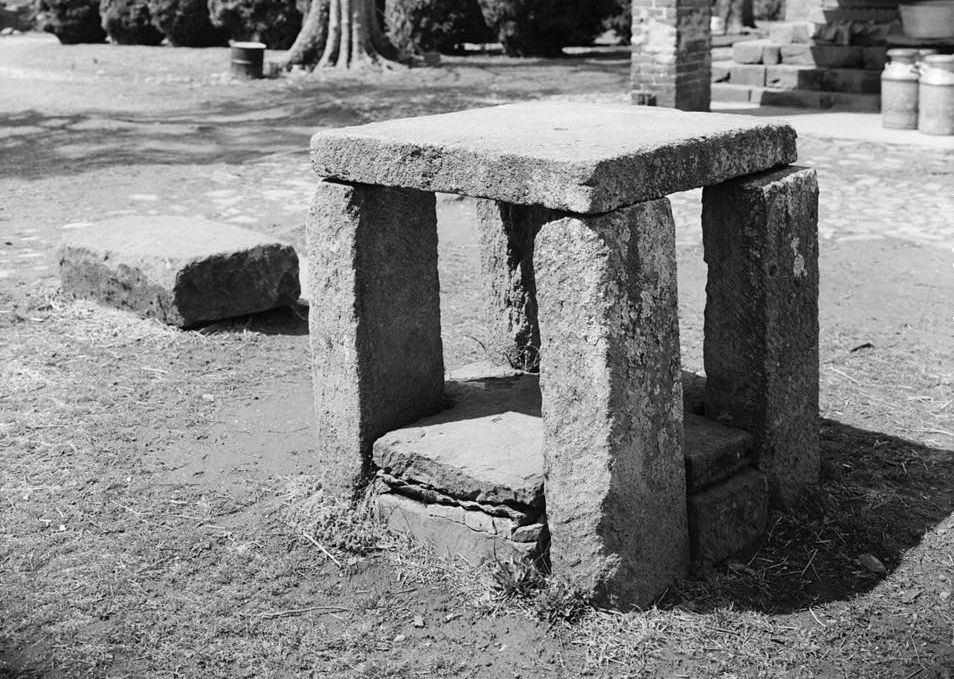
Un blocco di pietra utilizzato per le aste sugli schiavi

Il trattamento degli schiavi negli USA variava a seconda del periodo al quale ci si riferisce e alla località. Generalmente però le condizioni di vita erano pessime, caratterizzate da brutalità dei padroni, degradazione e disumanità. Le frustate per insubordinazione, le esecuzioni e gli stupri erano all'ordine del giorno, fatta eccezione per quei pochi schiavi che erano specializzati in lavori di grande importanza come la pratica della medicina. Trattamenti migliori durante il lavoro erano riservati anche agli schiavi in affitto, poiché non di diretta proprietà dei coltivatori. L'istruzione veniva loro generalmente negata, per impedire l'emancipazione intellettuale che avrebbe potuto instillare negli schiavi l'idea di fuga o di ribellione.
Le cure mediche di solito erano somministrate dagli stessi schiavi che avevano conoscenze mediche o possedevano nozioni di medicina tradizionale africana, oppure erano i famigliari dei padroni ad occuparsene.
In alcuni Stati le funzioni religiose erano vietate, per impedire che gli schiavi in gruppo potessero organizzarsi, preparando una ribellione.
Le punizioni per gli schiavi insubordinati erano fisiche, come la fustigazione, bruciature, mutilazioni, marchiatura a fuoco, detenzione e impiccagione. Talvolta le punizioni erano elargite senza un motivo preciso, ma solo per confermare la posizione dominante dei padroni. Gli schiavisti negli USA spesso abusavano sessualmente delle schiave, e le donne che opponevano resistenza erano solitamente uccise. L'abuso sessuale era parzialmente radicato nella cultura degli Stati del sud, nei quali la donna, indipendentemente dal fatto che fosse bianca o nera, era comunque considerata come proprietà o oggetto. Per preservare la "razza pura" erano severamente vietati rapporti sessuali tra donne bianche e uomini neri, ma lo stesso divieto non era previsto per i rapporti tra uomini bianchi e donne nere.

### Codici degli schiavi
Per regolare giuridicamente il rapporto tra gli schiavi e i loro padroni furono istituiti codici appositi, e ogni singolo Stato poteva averne uno, anche se molti principi erano simili per tutti gli Stati schiavisti. Nel codice del Distretto di Columbia il soggetto giuridico "schiavo" era definito come «a human being, who is by law deprived of his or her liberty for life, and is the property of another» (trad. "un essere umano, che è privato per legge della sua libertà a vita, ed è proprietà di qualcuno").

### Movimenti abolizionisti
Tra il 1776 e il 1804 lo schiavismo era illegale in ogni Stato a nord del fiume Ohio e della linea Mason-Dixon. Alcuni Stati la abolirono gradualmente convertendo lo stato degli schiavi in servitori in debito, ai quali dopo un certo periodo di tempo sarebbe dovuta andare sia la libertà sia lo stato giuridico di cittadino. Vi fu anche una proposta di Thomas Jefferson tesa ad abolire lo schiavismo in tutti i territori degli Stati Uniti, ma la votazione vide la non accoglienza per un solo voto, di conseguenza ogni Stato era libero di decidere autonomamente in merito alla questione.
Dopo che la Gran Bretagna e gli USA proibirono unitamente l'importazione di schiavi dall'Africa e da altri territori in genere, una flotta inglese chiamata West Africa Squadron fu incaricata di pattugliare la costa ovest africana per sopprimere le operazioni di tratta degli schiavi, con il supporto della marina statunitense. La collaborazione tra i due paesi si formalizzò ufficialmente nel 1842, quando le due flotte si unirono sotto il nome di Africa Squadron.
Alcuni Stati liberi abolirono però la schiavitù in maniera graduale, con il risultato che sia New York che la Pennsylvania avevano ancora schiavi presenti nei censimenti del 1840, nonostante avessero abolito tale pratica decenni prima. Un ristretto numero di schiavi figuravano nel New Jersey anche nel 1860.
Le principali organizzazioni che si occupavano di perorare la causa dell'abolizione della schiavitù furono la Pennsylvania Abolition Society e la New York Manumission Society. La costituzione del Massachusetts del 1780 recava la dicitura "tutti gli uomini nascono liberi e uguali", e lo schiavo Quock Walker chiese la sua libertà basandosi proprio su questo passo, vincendo la causa. Come conseguenza nel Massachusetts finì lo schiavismo. Finito il problema della schiavitù, però, e a dispetto dei movimenti abolizionisti, ci si trovò ad affrontare nuovi attriti causati dalla segregazione razziale a cui erano sottoposti i neri liberi.
Nella prima metà del XIX secolo il movimento abolizionista crebbe di intensità in tutti gli Stati Uniti, ma trovò anche una forte opposizione da parte dei sudisti bianchi, che traevano enormi profitti dalla pratica dello schiavismo. Gli schiavisti si riferivano a tale pratica come istituzione peculiare, per difendere il loro punto di vista e per cercare di differenziare semanticamente il loro schiavismo da altre forme di lavoro coercitivo.

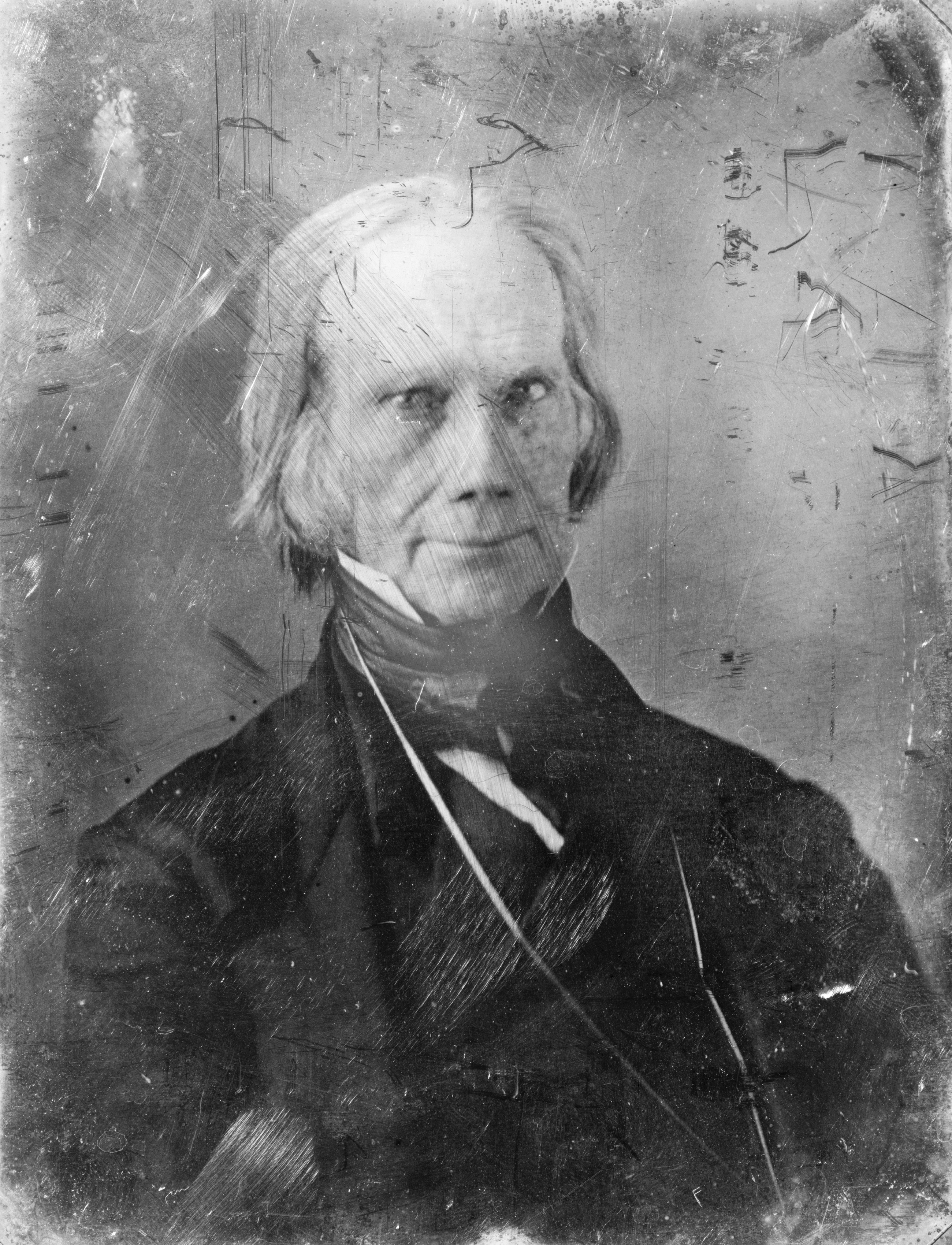
Henry Clay, (1777–1852), Uno dei fondatori della American Colonization Society, organizzazione che si fece carico di portare i neri americani in Africa, i quali avrebbero fondato l'attuale Liberia.

Agli inizi dell'800 molte organizzazioni proposero la mobilitazione della popolazione nera altrove, dove avrebbero potuto godere di una maggiore libertà individuale, difficile da ottenere negli USA a causa dei pregiudizi razziali. Alcuni proposero nuovi insediamenti in altre terre da far colonizzare ai neri americani, altri invece una migrazione vera e propria. Tra il 1820 e il 1830 la American Colonization Society (ACS) fu tra le prime organizzazioni a proporre un trasferimento degli afroamericani in Africa, dove avrebbero potuto fondare una società basata sull'uguaglianza sociale, e nel 1821 prese forma l'insediamento della Liberia, nel quale la ACS assisteva le migliaia di neri americani ex schiavi e neri liberi (che comunque giuridicamente non avevano le stesse libertà godute dalla popolazione bianca) per il trasferimento. Molti bianchi vedevano in questa soluzione una via migliore rispetto all'emancipazione negli USA degli schiavi liberati, lo stesso Henry Clay, fondatore della ACS, diceva che i pregiudizi che derivavano dal colore della loro pelle erano insormontabili nella società americana dell'epoca, ed era preferibile, per rispetto della loro dignità, e per il resto della popolazione, portarli altrove. Clay era convinto che gli afroamericani non si sarebbero mai integrati davvero negli USA a causa dei pregiudizi radicati nella popolazione, e vedeva la loro migrazione verso il nuovo e libero insediamento africano una soluzione che avrebbe accontentato tutti.
Dopo il 1830 un movimento religioso guidato da William Lloyd Garrison dichiarò la schiavitù un peccato grave, e chiese ai padroni di schiavi di iniziare il processo di emancipazione. Il movimento era molto controverso e fu una delle micce che di lì a poco avrebbe acceso la guerra di secessione americana.
Alcuni abolizionisti come John Brown teorizzavano l'utilizzo delle forze armate per porre fine alla schiavitù, altri invece ricorrevano alle più pacifiche vie legali.

### Tensioni crescenti
Il valore economico delle piantagioni subì un'impennata con l'invenzione della sgranatrice di cotone di Ely Whitney, un dispositivo studiato per separare la fibra di cotone dai semi in maniera semplice. L'invenzione rivoluzionò appieno l'industria del cotone, grazie alla produzione di prodotto finito fino al 50% superiore ogni giorno. La conseguenza di questa innovazione fu che la richiesta di schiavi crebbe enormemente, per poter coprire la manodopera necessaria per coltivare i nuovi campi.
Alla fine del XVIII secolo gli Stati del nord iniziarono gradualmente a mettere al bando la schiavitù, dapprima vietando la vendita di schiavi, in seguito anche il possesso degli stessi. La popolazione nera libera crebbe così dalle poche centinaia del 1770 ai quasi 50.000 del 1810.
Proprio quando la domanda di schiavi era in forte crescita, dunque, la disponibilità di questi cominciava a scarseggiare. La costituzione degli Stati Uniti adottata nel 1787 poneva il divieto di modificare la norma che riguardava la tratta internazionale degli schiavi fino al 1808, ma proprio il 1º gennaio 1808 entrò in vigore la legge che aboliva tale pratica, approvata dal Congresso il 2 marzo 1807. I nuovi schiavi potevano perciò essere solo i discendenti di quelli già presenti nei territori statunitensi. Non venne però ancora abolita la tratta interna degli schiavi, che rimase l'unico modo legale per procacciarsi manodopera forzata. A scapito del divieto, la tratta internazionale di schiavi continuò su piccola scala, e nel 1820 il Congresso la equiparò alla pirateria, prevedendo sanzioni severe tra cui la pena capitale. Anche questa legge non riuscì però a interrompere del tutto il commercio di schiavi dall'Africa, che proseguì sino alla soglia della guerra civile.

### Guerra del 1812
Durante la guerra del 1812 il comando della marina britannica dava istruzioni affinché fosse incoraggiata la fuga degli schiavi, con la promessa di renderli uomini liberi esattamente come accadeva durante la guerra di secessione americana. Migliaia di schiavi neri approfittarono dell'insperata offerta scappando con le loro famiglie. Gli uomini furono arruolati nel terzo battaglione della Royal Marines sull'isola di Tangier, in Virginia. Un'ulteriore compagnia dei Royal Marines fu portata alle Bermuda, dove a molti schiavi fuggiaschi, uomini, donne e bambini, venne dato un rifugio e un lavoro. Lo stanziamento fu tenuto come forza di difesa in caso di attacco.
Questi ex schiavi combatterono per i britannici nella campagna atlantica, compreso l'attacco a Washington e in Louisiana, e molti di loro furono successivamente riassegnati nel reggimento Britain West India, o portati a Trinidad nell'agosto del 1816, dove a 700 di questi ex schiavi, affrancatisi anche dall'esercito, venne garantita la proprietà di un appezzamento di terra. Molti altri invece si arruolarono nei reggimenti britannici esistenti, o formando essi stessi nuovi reparti di combattimento dell'esercito britannico. Alcune migliaia di schiavi furono portate in quella che sarà poi conosciuta come Nuova Scozia.
Gli schiavisti del sud registrarono dunque una forte perdita delle loro "proprietà", man mano che decine di migliaia di schiavi decidevano di cercare la libertà unendosi ai britannici. Persino i coltivatori si rivelarono allibiti nell'apprendere quanto gli schiavi fossero disposti a rischiare la propria vita pur di raggiungere la libertà per loro e i propri famigliari. Alcuni schiavisti della Carolina del Sud tentarono di contattare i fuggiaschi insediatisi alle Bermuda, cercando di convincerli a tornare negli Stati Uniti, senza però ottenere risultati. Dopo la firma del trattato di Gand che poneva fine alla guerra tra Regno Unito e USA, i britannici promisero di restituire gli schiavi, ma anziché agire in questo senso alcuni anni dopo la Gran Bretagna versò agli Stati Uniti 350.000 dollari a titolo di risarcimento.

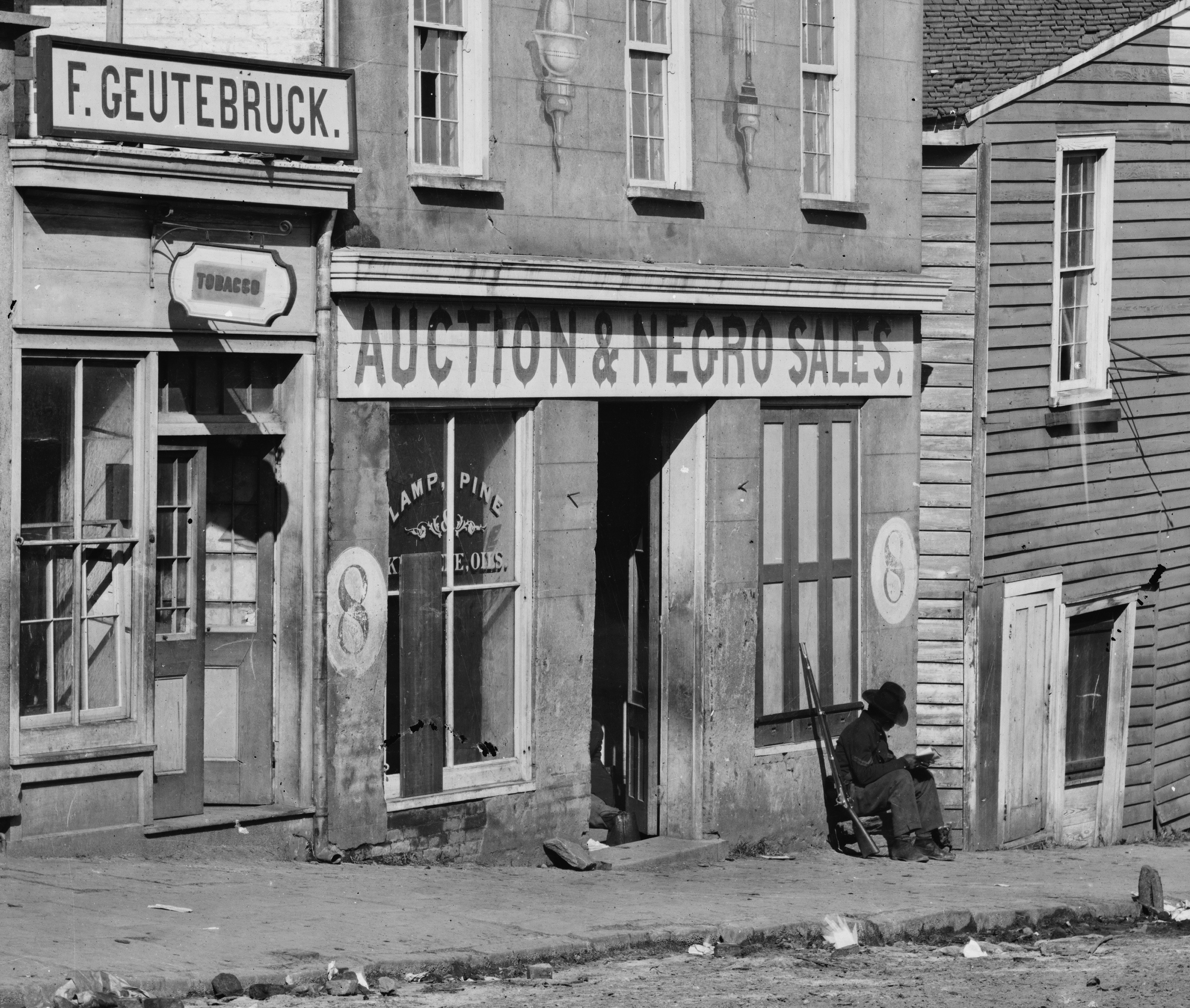
Negozio di schiavi ad Atlanta, Georgia, 1864.

### Tratta interna degli schiavi
Dal 1815 al 1860 la tratta interna degli schiavi era diventata la maggiore attività economica negli Stati del sud. Si stima che tra il 1830 e il 1840 quasi 250.000 schiavi siano stati venduti entro i confini statunitensi, mentre solo nel 1850 la quota era di 193.000 unità. La popolazione di schiavi nel 1860 ammontava a 4 milioni di individui. Il continuo spostare masse viventi di schiavi rese infine arduo individuare gli Stati di origine dai quali proveniva uno schiavo e chi fossero i suoi famigliari, se fossero discendenti di neri provenienti dalla tratta atlantica degli schiavi africani o se fossero discendenti di schiavi originari degli USA.

### Religione
Inizialmente i predicatori cristiani, Battisti e Metodisti, si lanciarono contro la schiavitù, incoraggiando i padroni di schiavi a liberare i loro servi, convertendo sia schiavi neri che neri liberi al cristianesimo, dandogli anche ruoli attivi nelle funzioni religiose. Ma con il passare del tempo e la diffusione sempre più grande della schiavitù negli Stati del sud i predicatori cominciarono a cambiare i loro messaggi, appoggiando le istituzioni in questa pratica, con i sudisti che dopo il 1830 si rifiutavano categoricamente di affrontare l'argomento riguardo alla moralità della schiavitù. Teorizzavano la compatibilità tra cristianesimo e schiavitù citando una moltitudine di passi della Bibbia sia del Vecchio che del Nuovo Testamento. Gli schiavi del sud solitamente assistevano alle funzioni religiose dei bianchi, dove venivano fatti sedere nelle ultime file o sulle balconate della chiesa, ascoltando un predicatore bianco che enfatizzava quanto fosse giusto e saggio che gli schiavi rimanessero al loro posto al servizio dei padroni, riconoscendo i servitori sì come esseri umani, ma ricordando che erano comunque proprietà privata. Gli stessi predicatori, almeno, richiamavano gli schiavisti sulla responsabilità che avevano nei confronti delle loro proprietà, incoraggiandoli ad avere un atteggiamento paternalistico con i loro servitori, e di non ricorrere alla violenza per imporre loro la disciplina, ma di diffondere tra di essi la cristianità come esempio.
Gli schiavi stessi crearono le loro funzioni religiose, incontrandosi in gruppo con la sorveglianza dei loro padroni e dei predicatori bianchi. I coltivatori che avevano un numero di schiavi pari a venti unità o più permettevano incontri di gruppo durante la notte insieme ad altri schiavi provenienti dagli altri campi. Queste congreghe ruotavano intorno alla figura di un predicatore singolare, quasi analfabeta e con limitate conoscenze teologiche, ma che aveva spiccate capacità di far crescere la spiritualità delle comunità degli schiavi. Eredità tramandata fino ad oggi di queste funzioni segrete è la musica Spiritual.

### Nat Turner e le leggi anti istruzione

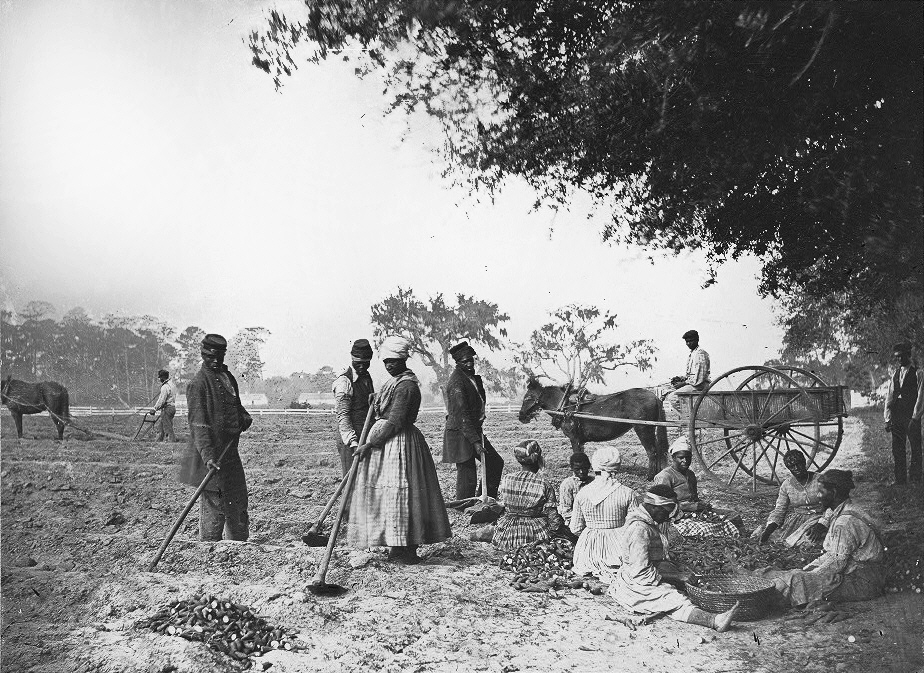
Piantagione di patate 1862/63

Nel 1831 scoppiò una violenta e sanguinosa rivolta da parte di un gruppo di schiavi capeggiati da Nat Turner nella Contea di Southampton, in Virginia. Con l'obiettivo di liberare sé stesso e gli altri schiavi Turner e i suoi seguaci uccisero una sessantina di bianchi, tra cui donne e bambini, molti dei quali si stavano recando in chiesa nella Carolina del Nord. Turner fu catturato insieme ad altri suoi seguaci, e furono tutti impiccati, il corpo di Turner fu poi squartato. Le milizie bianche uccisero anche un centinaio di schiavi che non avevano nulla a che fare con la rivolta, e nella paura di nuove rivolte centinaia di schiavi furono continuamente frustati e severamente puniti. In tutto il sud vennero varate durissime leggi volte a limitare i già esigui diritti degli schiavi, a seguito della rivolta. In Virginia ai neri, schiavi o liberi che fossero, fu proibito di possedere armi da fuoco, di celebrare funzioni religiose e di insegnare agli altri neri a leggere e scrivere. Emblematica fu una legge varata in Virginia contro l'istruzione di bambini neri, schiavi o liberi, figli di neri o nati da coppie miste, e contravvenire a tali norme comportava pene molto severe sia per gli insegnanti che per gli studenti.

### Economia
Nel suo Democracy in America (1835) Alexis de Tocqueville fa notare come le colonie in cui la schiavitù era stata bandita diventarono molto più popolose e fiorenti di quelle dove lo schiavismo era radicato nella società. Più il progresso avanzava più era chiaro come lo schiavismo fosse allo stesso tempo inutilmente crudele per i neri e poco conveniente economicamente per i padroni stessi.
Durante la tratta degli schiavi, sovrapprezzi e sconti furono applicati nella vendita in base alle abilità o ai "difetti". Vi erano poche differenze nel modo in cui i coltivatori valutavano i propri schiavi rispetto a quello usato per gli altri capitali privati. Erano meticolosi nel giudicare il valore dei servi come se si trattasse di equipaggiamento. I prezzi variavano in base alle condizioni generali di salute e al sesso, per esempio uno schiavo carpentiere poteva costare il 50% in più, se completamente in salute, rispetto ad uno con pari abilità ed età ma poco robusto, mentre gli schiavi che avevano difetti fisici evidenti erano venduti con forti sconti. L'età dello schiavo inoltre influenzava notevolmente il suo prezzo.

## 1850

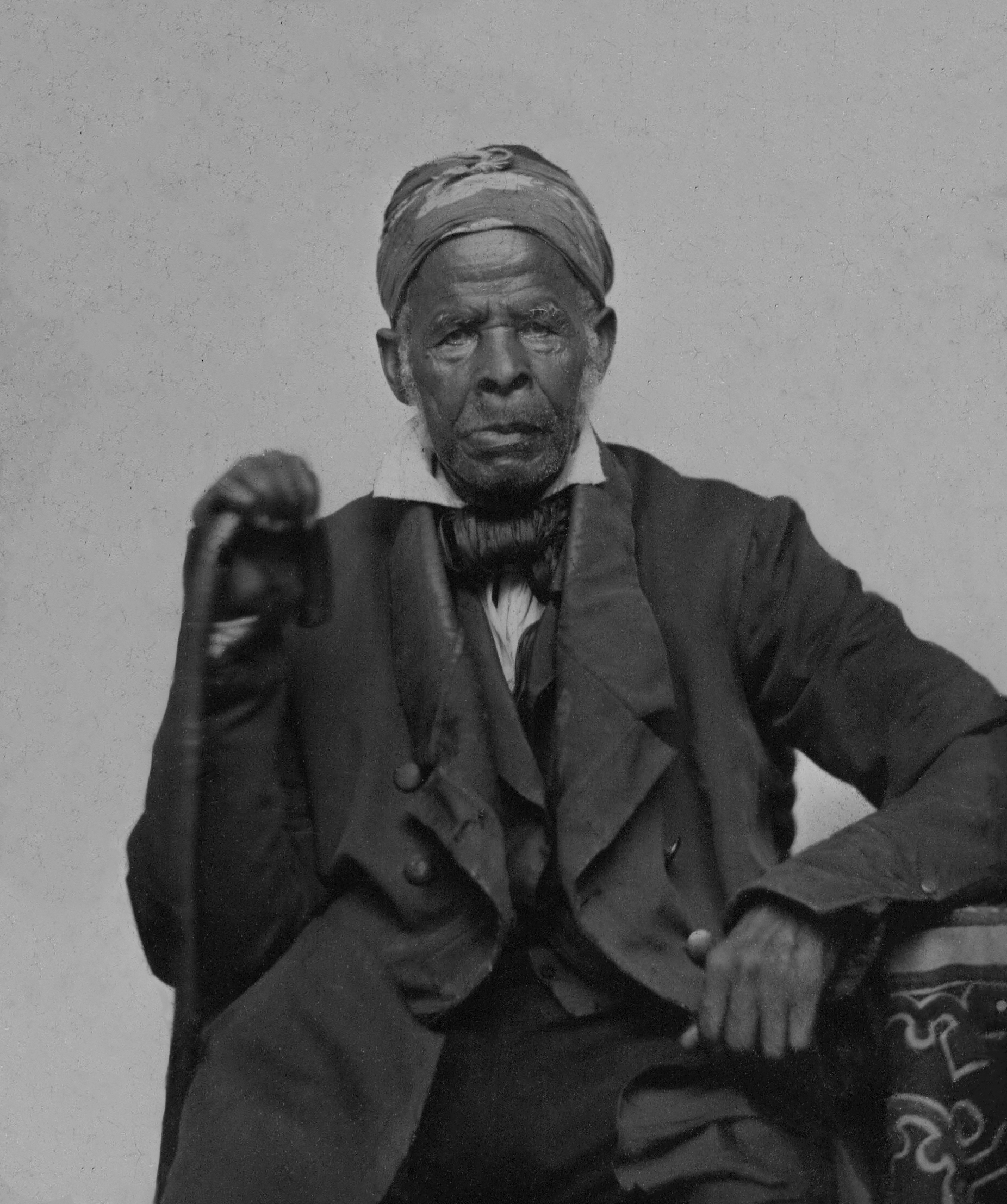
Zio Marian, uno schiavo di grande notorietà della Carolina del Nord. Dagherrotipo del 1850.

A causa del compromesso dei tre quinti della costituzione statunitense, che consentiva, in sede di rappresentanza, di distribuire i seggi del congresso in base alla popolazione contando anche 3/5 della popolazione messa in schiavitù (pur senza diritto di voto), i grandi proprietari terrieri degli Stati del sud avevano una grande influenza politica e nel 1850 venne approvata una legge sugli schiavi fuggiaschi ancor più severa di quella in vigore. I fuggiaschi però continuavano a migrare verso nord attraverso il fiume Ohio e la linea Mason-Dixon, che segnava fisicamente gli Stati del nord da quelli del sud, e utilizzando la Underground Railroad. La presenza di afroamericani rifugiati a Cincinnati, Oberlin e altre città al di là del confine nord-sud metteva in agitazione gli abitanti a causa delle leggi in vigore, ma ciò non impedì a molti nordisti di offrire riparo agli schiavi dai loro ex padroni, in alcuni casi aiutandoli a trovare la libertà in Canada. Dopo il 1854, il Partito Repubblicano constatò che il "potere schiavista", rappresentato all'epoca perlopiù dal Partito Democratico, controllava due dei tre rami del governo federale. Il Congresso abolì la tratta degli schiavi nel Distretto di Columbia, ma non la legalità dello schiavismo, come parte del compromesso del 1850.

### Guerra civile in Kansas
Dopo la ratifica del Kansas-Nebraska Act nel 1854, con il quale si decideva la creazione di due Stati distinti divisi dal 40º parallelo, scoppiò una guerra civile nel Territorio del Kansas, dove la decisione di adottare o meno lo schiavismo era stata lasciata ai cittadini.
L'attivista John Brown fu molto attivo nelle rivolte, che presero il nome di Bleeding Kansas (trad. Kansas sanguinante). Allo stesso tempo la paura che il "potere schiavista" potesse prendere il sopravvento acquisendo il totale controllo del potere politico nazionale spinse i repubblicani antischiavisti a intervenire.

### Dred Scott
Dred Scott fu uno schiavo di 46 anni che nel 1846 chiese la sua libertà alla giustizia americana in seguito alla morte del suo padrone, usando come giustificazione il fatto che avesse vissuto a lungo in territori in cui lo schiavismo non era permesso, in base quindi al compromesso del Missouri. Scott presentò la sua richiesta in due gradi di giudizio, il primo dei quali gli negò la richiesta, mentre il secondo si pronunciò in favore della libertà. Nel 1857 però la Corte Suprema degli Stati Uniti d'America ribaltò la sentenza pronunciandosi in favore dell'erede che voleva avvalersi delle sue "proprietà", una decisione radicale che aumentò gli attriti alle porte della guerra civile che sarebbe scoppiata di lì a poco. La corte dichiarò che Scott non era cittadino americano, e dunque non aveva diritto di presentare tale richiesta alla corte federale. Inoltre affermò il principio secondo il quale il Congresso non avesse i poteri costituzionali per ratificare il compromesso del Missouri.
La decisione del 1857, passata con 7 voti a favore e 2 contrari, stabilì che uno schiavo non poteva essere liberato anche avendo vissuto in uno Stato libero, e che i discendenti di schiavi africani importati negli USA e i loro figli non erano cittadini statunitensi e mai avrebbero potuto esserlo. Inoltre, uno Stato libero non poteva comunque impedire ad uno schiavista di muoversi liberamente nei territori, anche con il proprio carico di schiavi al seguito. La decisione, ingiusta secondo molti repubblicani, tra i quali Abramo Lincoln, fu la prova che il "potere schiavista" aveva ormai raggiunto e influenzato anche la giustizia americana attraverso la Corte Suprema. Il caso fece infuriare gli abolizionisti ed esultare gli schiavisti, alimentando il fuoco che avrebbe spinto nord e sud verso la guerra civile.

## La guerra civile e l'emancipazione

### Elezioni presidenziali del 1860
Le divisioni tra nord e sud si fecero più evidenti nelle elezioni presidenziali del 1860. L'elettorato si divise in quattro gruppi distinti, i democratici del sud che appoggiavano la schiavitù, i repubblicani che la denunciavano, i democratici del nord che affermavano il principio della democrazia secondo il quale sarebbero dovuti essere i singoli Stati a decidere e il Partito Costituzionalista che affermava che la cosa più importante era l'unione degli Stati, e che tutto il resto passava in secondo piano.
Abramo Lincoln, del Partito Repubblicano, vinse con larga maggioranza sia di singoli voti che nei collegi elettorali, pur non comparendo in dieci Stati sudisti nella lista dei candidati. Molti schiavisti temevano che i repubblicani avessero l'intento di abolire la schiavitù negli Stati del sud dove la pratica era ancora in uso, e l'improvvisa emancipazione di 4 milioni di neri (tanti erano gli schiavi presenti in quell'anno) sarebbe stata problematica per l'economia, che traeva la maggior parte del proprio profitto dal fatto che i lavoratori non venissero pagati. Protestavano inoltre per il fatto che se altri stati avessero abolito la schiavitù questo avrebbe sbilanciato l'economia in favore delle industrie del nord, che imponevano alte tariffe all'importazione di prodotti. Gli Stati del sud dichiararono quindi la secessione dall'Unione, dando così il via alla guerra civile. I leader nordisti vedevano gli interessi schiavisti come una minaccia politica, e con la secessione si sarebbero dovuti fare i conti con un'altra nazione a sud degli USA, gli Stati Confederati d'America, che avrebbe avuto il controllo sul fiume Mississippi e sul West, fatto inaccettabile sia politicamente che militarmente.

### La guerra di secessione

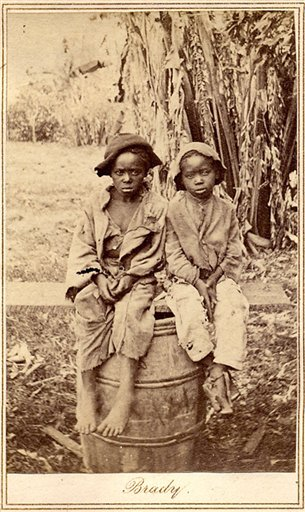
Una foto che risale probabilmente al 1870, ritraente due bambini emancipati durante la guerra civile.

La guerra civile che seguì, iniziata nel 1861, portò alla fine della schiavitù proprietaria in America. Non molto tempo dopo l'inizio delle ostilità, una presa di posizione legale accreditata al generale dell'Unione Benjamin Butler, avvocato di professione, fece in modo che gli schiavi catturati durante la guerra diventassero "proprietà" degli USA, e come tale bottino di guerra confiscato al nemico. Il generale Butler dichiarò che essi dunque non dovevano essere restituiti ai loro proprietari, neppure alla fine della guerra. La notizia si sparse in fretta, e molti schiavi cercarono rifugio nelle terre del nord, desiderosi di essere considerati "bottino". Gran parte di questo "bottino" si unì alle truppe dell'Unione, fornendo il loro lavoro o servendo come soldati formando interi reggimenti di neri. Altri trovarono rifugio vicino a Fort Monroe o fluirono verso le città a nord. L'interpretazione legale di Butler sul bottino di guerra fu rinforzata dalla ratifica del Confiscation Act del 1861 da parte del congresso, che disponeva la confisca di tutti i beni, schiavi compresi, presi al nemico.
Nelle prime fasi della guerra alcuni comandanti dell'Unione pensavano fosse lecito restituire gli schiavi confiscati, ma nel 1862, quando divenne chiaro che sarebbe stato un lungo conflitto, cosa fare della schiavitù fu subito lampante. L'economia sudista dipendeva largamente dalla manodopera posta in schiavitù, ragion per cui l'idea di proteggere tale pratica divenne irragionevole anche per motivi pratici. Distruggendo il sistema sul quale si basava l'economia sudista si sarebbe sferrato un durissimo colpo che avrebbe portato le sorti del conflitto inevitabilmente a favore dell'Unione. Come disse un deputato del Congresso, gli schiavi "...non possono essere neutrali. Come forza lavoro, se non come soldati, saranno alleati dei ribelli o dell'Unione." Lo stesso deputato, coadiuvato da un suo collega radicale, fece pressione su Lincoln affinché accelerasse il processo di emancipazione degli schiavi, mentre i repubblicani più moderati desideravano un processo graduale. I Copperheads, gli Stati di confine e i democratici per la guerra erano contrari all'emancipazione, ma accettarono il compromesso come parte della guerra totale che era necessaria per salvare l'Unione.

### Processo di emancipazione
Nel 1861 Lincoln espresse il timore che una prematura emancipazione degli schiavi avrebbe potuto far perdere l'appoggio degli Stati di confine all'Unione nella guerra civile, e pensava che perdere il Kentucky sarebbe stato come perdere l'intera posta in gioco. Inizialmente dunque bloccò il processo di emancipazione tramite il segretario di guerra Simon Cameron e il generale John Charles Frémont nel Missouri, e David Hunter nella Carolina del Sud, nella Georgia e in Florida, nell'intento di mantenere la lealtà di quegli Stati. Lincoln comunicò al suo gabinetto l'intenzione di proclamare l'emancipazione il 21 luglio 1862, ma il segretario William Seward gli disse di aspettare una vittoria contro i sudisti prima di ufficializzare il documento, perché pensava che in quel momento sarebbe stata vista come una dichiarazione di resa. A seguito della battaglia di Antietam l'occasione sembrava propizia, e il consiglio di guerra appoggiò la proclamazione. Lincoln aveva già pubblicato una lettera volta a incoraggiare gli Stati di confine ad appoggiare l'emancipazione della schiavitù come risorsa per vincere la guerra e salvare l'Unione, e anni dopo affermò che era in qualche modo lo schiavismo stesso causa della guerra. La versione preliminare del proclama di emancipazione fu emessa da Lincoln il 22 settembre del 1862, con l'intenzione di emetterne uno definitivo se la sua proposta di emancipazione graduale e colonizzazione volontaria fosse stata rifiutata. Solo il Distretto di Columbia accolse la proposta, di conseguenza il proclama definitivo fu ufficializzato il primo gennaio 1863. In una lettera Lincoln spiegava che "...se la schiavitù non è sbagliata, allora nulla è sbagliato, eppure non ho mai capito che la presidenza mi ha dato poteri illimitati per decidere su questa questione... penso di non essere stato io ad aver controllato gli eventi, ma confesso apertamente che sono stati gli eventi a controllare me." Il proclama di Lincoln fu una grande spinta per gli schiavi che erano nel sud, che in esso videro una promessa di libertà che sarebbe arrivata tanto prima quanto prima le forze dell'Unione avessero avuto la meglio sugli Stati confederati. Il proclama non liberò però gli schiavi degli Stati di confine alleati dell'Unione, e ovviamente gli stati confederati non riconoscevano l'autorità di Lincoln, per cui inizialmente furono liberati solo gli schiavi che fuggivano entro i confini dell'Unione, e il proclama rappresentava dunque solo una futura promessa di libertà alla fine della guerra. Stando ai dati del censimento del 1860, una volta abolita la schiavitù sarebbero stati liberati 4 milioni di schiavi, oltre il 12% della popolazione totale degli USA.

Simon Legree e Zio Tom: una scena da La capanna dello zio Tom, il più famoso romanzo abolizionista della storia

Finché il proclama riguardava i poteri del presidente in tempo di guerra, includeva unicamente i territori sudisti conquistati dall'Unione, ma divenne comunque un simbolo dell'impegno che l'Unione si imponeva per risolvere la questione, e alla fine della guerra Lincoln giocò un ruolo fondamentale nella ratifica del 13° emendamento, che avrebbe posto fine una volta per tutte alla pratica dello schiavismo in USA.
Gli schiavi americani non aspettarono le decisioni di Lincoln per cercare la libertà, e già nei primi anni di guerra centinaia di migliaia di essi fuggirono nei territori oltre le linee di combattimento, soprattutto nelle zone presidiate come Norfolk e la regione di Hampton Roads nel 1862, nel Tennessee dal 1862 e via man mano che l'Unione conquistava i territori sudisti. Molti furono gli afroamericani che si unirono alle truppe dell'Unione, e i comandanti dei reggimenti crearono per loro campi di raccolta e scuole, dove sia adulti che bambini impararono a leggere e scrivere. La American Missionary Association si unì allo sforzo bellico offrendo insegnanti che svolgessero opera di scolarizzazione in questi campi, inoltre più di 200.000 afroamericani servirono nelle truppe distinguendosi sia come soldati che come marinai, e molti di essi erano schiavi fuggiaschi.

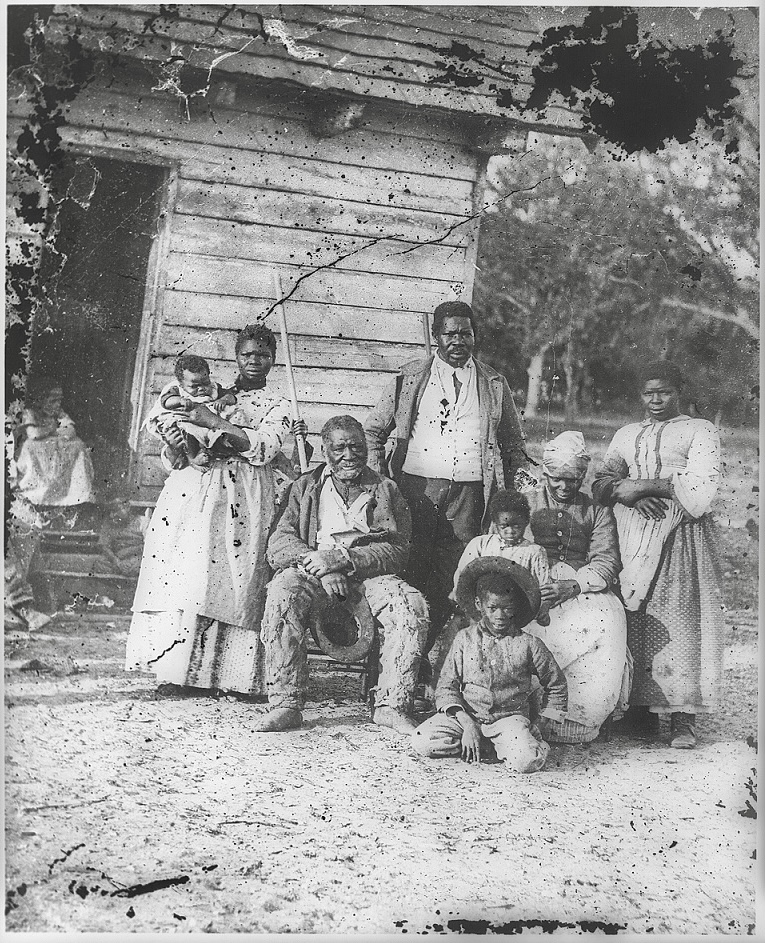
Quattro generazioni di schiavi, foto scattata durante la Guerra di secessione americana, Beaufort, Carolina del Sud (1862).

Nel 1863 fu abolita la schiavitù in Arizona, mentre tutti gli altri Stati di confine, ad eccezione del Kentucky, dove la abolirono nel 1865. Migliaia di schiavi furono liberati man mano che le truppe nordiste avanzavano conquistando territori degli stati confederati, tramite il proclama di emancipazione di Lincoln. Infine la libertà divenne una realtà per tutti gli schiavi che ancora restavano a sud quando gli Stati confederati si arresero nella primavera del 1865. Durante una delle battaglie più cruente della guerra civile, che verrà ricordata come il Massacro di Fort Pillow, molti soldati neri furono catturati e schiavizzati, ma non erano rari i casi in cui i soldati di colore dell'Unione venivano uccisi sul posto mentre tentavano di arrendersi. Questo episodio diede il via ad un programma di scambio di prigionieri, ma la crescita smisurata di campi di prigionia come quello di Andersonville, in Georgia, causò la morte di quasi 13.000 soldati dell'Unione, per malattie e fame.
Nonostante la carenza marcata di uomini da far combattere nelle truppe confederate, molti leader sudisti si rifiutarono di armare gli schiavi per farli partecipare alla guerra contro l'Unione, anche se alcuni confederati, nelle prime fasi delle ostilità, ponderarono questa possibilità, poiché alcuni neri liberi avevano chiesto di potersi arruolare. Nel 1862 il deputato georgiano Warren Akin propose l'arruolamento di schiavi con la promessa di emancipazione a conflitto finito. Il supporto a questa idea venne inizialmente da alcuni Stati, con la formazione di alcune milizie composte unicamente da neri in Louisiana, ma queste truppe furono sciolte nel 1862, con la guerra ancora nel suo pieno svolgimento. Nel marzo 1865 la Virginia approvò l'arruolamento di soldati neri, e il 13 marzo il Congresso confederato fece altrettanto.

### Fine dello schiavismo
La guerra civile si concluse nell'aprile del 1865, e il primo effetto fu che il proclama di emancipazione redatto da Lincoln fu esteso a tutti i territori che non avevano ancora liberato gli schiavi. In alcune regioni ci si ostinò a perpetrare lo schiavismo per qualche mese, finché il 19 giugno le truppe federali entrarono a Galveston, in Texas, per imporre l'emancipazione con la forza. Questo giorno è ricordato da molti Stati come il Juneteenth: ufficialmente Giornata Nazionale dell'Indipendenza del Juneteenth e storicamente nota come Giornata dell'Indipendenza e Giornata dell'Emancipazione, è una festa federale degli Stati Uniti, che commemora la liberazione degli schiavi afroamericani. La ricorrenza nacque a Galveston, in Texas, e viene celebrata ogni anno il 19 giugno in varie parti degli Stati Uniti dal 1866. Il Juneteenth è stato riconosciuto come festa federale il 17 giugno 2021, quando il presidente degli Stati Uniti d'America Joe Biden ha firmato la legge del Juneteenth National Independence Day. È stata scelta la data del 19 giugno per la ricorrenza perché il 19 giugno del 1865 il generale dell'esercito dell'Unione Gordon Granger proclamò l'obbligo di liberare tutti gli schiavi del Texas, l'ultimo stato della Confederazione a non aver ancora abolito la schiavitù..
Il tredicesimo emendamento, che aboliva del tutto la schiavitù, passò al Senato nell'aprile del 1864, e dalla camera dei rappresentanti nel gennaio 1865, ma non ebbe effetto finché non fu ratificato da almeno 3/4 degli Stati, cosa che accadde il 6 dicembre del 1865, con la ratifica della Georgia. Da quel preciso momento tutti gli schiavi erano ufficialmente liberi.
Con l'entrata in vigore del tredicesimo emendamento, almeno 40.000 schiavi furono legalmente liberati nel solo Kentucky, ma restavano ancora in catene in Tennessee, New Jersey, Delaware, Virginia Occidentale, Missouri, Washington e in dodici parrocchie della Louisiana. Ben presto però l'emancipazione arrivò anche in quei luoghi. Secondo lo storico americano Palmer l'abolizione della schiavitù senza un indennizzo per gli schiavisti fu la più grande distruzione di "proprietà privata" della storia del mondo occidentale.

## Ricostruzione
Durante l'era della ricostruzione fu un vero problema mantenere l'abolizione effettiva della schiavitù, con varie forme di semi schiavismo che andavano a formarsi quando le truppe dell'Unione fecero ritorno al nord. Per molto tempo un'associazione per i diritti civili degli afroamericani dovette combattere per far rispettare il principio di uguaglianza di fronte alla legge per i neri, che dovevano essere considerati come qualsiasi cittadino americano.

### Lavoro forzato
Con l'emancipazione diventata una realtà, i bianchi del sud si occuparono di controllare la forza lavoro nera mantenendola ai livelli più bassi della società. Per sopperire alla scomparsa della schiavitù fu adottato un sistema di lavoro forzato verso i criminali, che potevano essere utilizzati per un certo periodo di tempo da privati che ne facevano richiesta al governo locale, e tale pratica venne completamente implementata legalmente nel 1880. Gli afroamericani, a causa di un sistema giudiziario ancora viziato da pregiudizi, rappresentavano ovviamente il grosso della forza lavoro reclutata in questo modo. Lo scrittore Douglas Blackmon scrive di tale sistema «...fu una forma di servitù differente da quella presente negli Stati del sud prima della guerra per i molti uomini e per le poche donne che vi venivano trascinati, questo tipo di schiavitù non era una condanna a vita e la condizione di schiavo non era ereditata dai figli. Ma fu comunque una forma di schiavitù vera e propria, un sistema dove un esercito di uomini liberi, colpevoli di nessun crimine e con il diritto alla libertà, venivano forzati a lavorare senza compenso, ripetutamente acquistati e venduti, e costretti a sottostare agli ordini dei bianchi con l'utilizzo di incredibile coercizione fisica».
Tale pratica di lavoro forzato come pena per i reati commessi, era espressamente permessa dal tredicesimo emendamento.

### Problemi di istruzione
Le leggi contro l'alfabetizzazione dei neri varata nel 1832 contribuirono notevolmente alla drammatica situazione di analfabetismo che 35 anni dopo era ancora un grave problema tra la popolazione degli ex schiavi. Il problema dell'istruzione fu una delle più grandi sfide che gli emancipati dovettero affrontare per poter entrare nel sistema economico capitalista statunitense e riuscire a mantenere così se stessi e le proprie famiglie dopo la guerra.
Di conseguenza molte organizzazioni religiose, bianche e nere, composte da ex ufficiali, soldati e filantropi, furono molto attive nel creare un'offerta formativa per permettere ai neri residenti nel sud di avere uno stile di vita migliore. Gli Stati del nord contribuirono a creare numerose scuole, comprese la Hampton University e la Tuskegee University per poter creare insegnanti da inserire nei nuovi istituti costruiti appositamente con l'obiettivo di alfabetizzare i neri emancipati. Alcune di queste scuole raggiunsero livelli accettabili solo dopo alcuni anni, ma permisero la formazione di migliaia di nuovi insegnanti. Come nota William Edward Burghardt Du Bois, "i college neri non erano perfetti, ma in una sola generazione sfornarono 30.000 insegnanti neri nel sud", annientando largamente l'analfabetismo nella maggior parte della popolazione di ex schiavi del paese.
Le organizzazioni di beneficenza del nord continuarono a supportare le scuole nere nel XX secolo, provvedendo a trovare fondi per la costruzione di nuovi istituti rurali per i bambini neri. Dal 1930 molti furono in molti ad aiutare a trovare fondi, a volte offrendo manodopera o terreni, fino a costruire oltre 5.000 scuole rurali nel sud. Altri filantropi come Henry H. Rogers e Andrew Carnegie, entrambi di umili origini poi arricchitisi, utilizzarono un fondo comune per stimolare lo sviluppo di scuole e librerie.

### Scuse ufficiali
Il 24 febbraio del 2007 l'assemblea generale della Virginia ha passato all'unanimità la risoluzione 728, con la quale ha riconosciuto «...con profondo rammarico la servitù involontaria degli africani e lo sfruttamento dei nativi americani, e chiediamo la riconciliazione con tutti gli abitanti della Virginia». Con questo testo la Virginia è il primo degli Stati negli USA ad aver riconosciuto ufficialmente il proprio ruolo negativo nella schiavitù americana. Le scuse arrivano in occasione delle celebrazioni per il 400º anniversario della nascita di Jamestown, che fu uno dei primi porti nei quali i coloni americani trasbordarono gli schiavi.
Il 30 luglio 2008 la Camera dei rappresentanti ha presentato un testo ufficiale, con il quale si porgono le scuse per la schiavitù e le conseguenti discriminazioni razziali consentite legalmente.
Un simile testo è stato presentato al Senato unanimemente il 18 giugno del 2009, nel quale si porgono le scuse ufficiali per «...la fondamentale ingiustizia, crudeltà, brutalità e disumanità della schiavitù».

## Giustificazioni

### Un male necessario
Nel XIX secolo si sollevarono movimenti per la difesa della schiavitù, definendo tale pratica "un male necessario". I bianchi del tempo temevano che l'improvvisa liberazione degli schiavi sarebbe stata molto più dannosa per la società e per l'economia, piuttosto che il perseverare dello schiavismo. Nel 1820 Thomas Jefferson, uno dei padri fondatori degli Stati Uniti d'America, scrisse in una lettera a proposito della schiavitù che «Abbiamo preso il lupo per le orecchie, ma non possiamo né tenerlo né lasciarlo andare senza farci del male. Abbiamo la giustizia da una parte, e l'autoconservazione dall'altra».
Robert Edward Lee scrisse nel 1856:
Alexis de Tocqueville nel suo La democrazia in America espresse anch'egli opposizione alla schiavitù, ma riteneva che una società multirazziale senza schiavismo fosse insostenibile, osservando che i pregiudizi nei confronti dei neri aumentavano di pari passo con la loro acquisizione di diritti civili, come accadeva nel nord del paese prima della guerra. Supponeva che le attitudini dei bianchi del sud, unite alla grande concentrazione di neri in quelle terre a causa delle maggiori importazioni di schiavi con le restrizioni che furono invece poste a nord, con il clima economico in forte crisi, poneva le due razze in una situazione di pericoloso stallo, deleterio per entrambi. Questo perché a dispetto della legge, che emancipava i neri, non poteva essere emancipato il sentire comune che il bianco fosse il padrone e il nero lo schiavo.

### Un bene positivo
Mentre i movimenti abolizionisti crescevano, le scuse per lo schiavismo diventarono molto deboli al sud; esse poi si trasformarono in giustificazioni di quello che secondo loro era un benefico sistema di controllo del lavoro. John Calhoun, in un famoso discorso al Senato del 1837, dichiarò che lo schiavismo «era anziché un male, un bene, un bene positivo». Calhoun sosteneva l'idea con le seguenti ragioni: in ogni società civilizzata c'è una parte di popolazione che vive dal lavoro di qualcun altro; l'apprendimento, la scienza e le arti sono costruite nel tempo libero; gli schiavi africani, trattati bene dai loro padroni e sostenuti da essi nella loro vecchiaia, sono dei lavoratori molto più efficienti di quelli liberi europei; e nel sistema di schiavi attriti tra datore di lavoro e lavoratore non esistono. Il vantaggio dello schiavismo in questi termini, concluse, «diventerà sempre più manifesto con il tempo, se lasciato indisturbato dalle interferenze esterne, quando lo Stato migliorerà in benessere e in numero».
Altri che si discostarono dall'idea che lo schiavismo fosse un male necessario definendolo invece un bene furono James Henry Hammond e George Fitzhugh. Presentarono molti argomenti a sostegno delle loro tesi per difendere lo schiavismo. Hummond, come Calhoun, pensava che lo schiavismo servisse per costruire la base della società. In un discorso al Senato del 4 marzo 1858 sviluppò la sua teoria affermando che «è una classe che bisogna avere, o non avreste una classe che si occupi di guidare il progresso, la civilizzazione e la raffinatezza». Hummond credeva che in ogni società ci doveva essere qualcuno che facesse tutti i lavori sporchi, perché senza di loro la società non avrebbe potuto progredire. Disse anche che gli stessi lavoratori del nord erano comunque schiavi: «la differenza... è che i nostri schiavi sono assunti a vita e ben ricompensati, non c'è fame, non c'è accattonaggio, e neppure disoccupazione», mentre nel nord si era alla costante ricerca di un posto di lavoro. Fitzhugh, come molti altri bianchi del tempo, sosteneva le sue idee con il razzismo, nel quale credeva fermamente, scrivendo che «il negro non è nient'altro che un bambino cresciuto, e come un bambino deve essere governato». Nel suo La legge universale dello schiavismo Fitzhugh scriveva inoltre che la schiavitù provvedeva a tutto il necessario per la vita degli schiavi, che non avrebbero potuto sopravvivere in un mondo libero perché pigri, e non potevano competere con l'intelligenza europea della razza bianca. Affermava che «gli schiavi negri del sud erano i più felici, e in un certo senso i più liberi, tra i popoli del mondo». Senza il sud «lo schiavo sarebbe diventato un peso insopportabile per la società e la società ha il diritto di prevenirlo, e può farlo solo assoggettandolo nella schiavitù domestica».

## Nativi americani
Nel XVI, XVII e XVIII secolo la riduzione in schiavitù dei nativi americani da parte dei coloni europei era comune. Molti di questi schiavi furono portati nelle colonie del nord e in quelle nelle isole dei Caraibi. Lo storico Alan Gallay ha stimato che dal 1670 al 1715 gli schiavisti britannici hanno venduto tra i 24.000 e i 51.000 nativi americani provenienti da quella che oggi fa parte della parte sud degli Stati Uniti.
La schiavitù dei nativi era organizzata nella California spagnola, attraverso le missioni francescane, teoricamente autorizzate ad utilizzare la manodopera per 10 anni ma a tutti gli effetti mantenendo una servitù perpetua, finché il loro incarico non fu revocato nel 1830. A seguito della guerra messico-statunitense tra il 1847 e il 1848, i nativi californiani furono schiavizzati nel nuovo Stato formatosi dal 1850 al 1867.

### Schiavismo nelle tribù
Gli indiani Haida e i Tlingit che vivevano a sudest della costa dell'Alaska erano noti tradizionalmente come feroci guerrieri e schiavisti. Questa forma di schiavismo era ereditaria tra gli schiavi presi come prigionieri di guerra. In tutta la costa nordovest del pacifico un quarto della popolazione delle tribù era composta da schiavi Altre tribù schiaviste erano, per esempio, quelle dei Comanche nel Texas, i Creek della Georgia, le tribù di pescatori come gli Yurok, che vissero nella costa tra la California e l'Alaska, i Pawnee e i Klamath.
Dopo il 1800 i Cherokee e altre tribù civilizzate iniziarono a comprare e utilizzare schiavi neri per conquistare le simpatie degli europei, una pratica che continuarono anche dopo che furono confinati nei territori indiani nel 1830.
Il tipo di schiavismo dei Cherokee replicava quello utilizzato dai bianchi statunitensi. Le loro leggi proibivano agli schiavi di sposarsi con individui della tribù, i Cherokee che aiutavano a far fuggire uno schiavo erano puniti con 100 frustate, e i discendenti degli schiavi africani ereditavano la stessa posizione, anche se avessero avuto sangue Cherokee derivante da accoppiamenti misti. Nella loro società, al pari di quanto accadeva negli Stati sudisti, ai neri era proibito possedere armi o di acquistare proprietà, e fu proibito insegnare a leggere e scrivere agli schiavi.
Al contrario, i Seminole accoglievano di buon grado nelle loro terre gli afroamericani fuggitivi, che entrarono a far parte della loro tribù.

### La situazione dopo il proclama di emancipazione
Alcuni prigionieri utilizzati come schiavi dai nativi non furono liberati a seguito del proclama di emancipazione. Una donna Ute, per esempio, catturata dagli Arapaho e venduta ai Cheyenne, fu usata come prostituta da vendere ai soldati americani fino al 1880, quando morì di emorragia causata da "eccessiva attività sessuale".

## Schiavisti neri
Alcuni schiavisti erano neri o avevano antenati africani. Dal censimento del 1830 risultavano 3.775 di questi schiavisti, proprietari di 12.760 schiavi, alcuni dei quali, soprattutto in Louisiana, considerati "grandi possidenti". C'erano differenze economiche ed etniche tra la gente nera libera residente rispettivamente nell'Upper South (la zona settentrionale) e nel Profondo Sud: questi ultimi, molti dei quali vivevano a New Orleans, erano meno numerosi, ma più benestanti e solitamente nati da matrimoni misti. Metà degli schiavisti neri viveva nelle campagne, l'altra metà viveva in città, soprattutto a New Orleans e Charleston e aveva costituito una terza classe sociale accanto a quelle dei bianchi e dei neri schiavizzati. Molti di loro erano figli di padri bianchi benestanti dai quali avevano ereditato proprietà e capitali.
In proposito, gli storici John Hope Franklin e Frank Schweninger scrissero che "la maggior parte degli schiavisti neri risiedenti nel Profondo Sud avevano origine multirazziale, come ad esempio donne che coabitavano o erano amanti di uomini bianchi o di mulatti. Ottenute le terre e gli schiavi dai bianchi, conducevano le fattorie e le piantagioni, lavoravano in proprio il riso, il cotone e la canna da zucchero e, al pari dei loro contemporanei bianchi, dovevano fronteggiare il problema dei fuggiaschi".
Lo storico Berlin scrisse che "nella società sudista quasi tutti, fossero essi uomini liberi o meno, aspiravano a divenire schiavisti, e in alcuni casi anche degli schiavi ci erano riusciti. La loro esistenza era però accettata con riluttanza, poiché recavano il marchio della schiavitù e anche a causa del colore della loro pelle".
Per i neri liberi il possesso di schiavi non era solo una necessità economica, ma un mezzo indispensabile ad affermare il loro status; essi erano determinati a rompere con il loro passato di sottomissione arrivando all'accettazione silenziosa, quando non all'approvazione, della schiavitù.
Dopo il 1810 gli stati sudisti resero sempre più difficile per gli schiavisti liberare un loro schiavo; capitava spesso a chi aveva acquistato un proprio familiare di essere comunque costretto, ufficialmente, a mantenere con lui un rapporto padrone-schiavo. Negli anni 1850 vi furono "crescenti tentativi di restringere il diritto di possedere schiavi da parte di neri, per mantenere la popolazione in schiavitù il più possibile sotto il solo controllo dei bianchi".
Nel 1985 in uno studio sulla schiavitù nella Carolina del Sud, Larry Koger ribaltò l'idea di schiavista nero benevolo, poiché secondo i dati raccolti la maggior parte degli schiavisti di colore manteneva almeno una parte dei loro schiavi per ragioni economiche. Notò ad esempio che nel 1850 più dell'80% degli schiavisti neri erano in realtà mulatti, mentre i loro schiavi erano quasi tutti classificati come neri.

## Distribuzione degli schiavi

Percentuale di schiavi in ogni Stato schiavista nel 1860

### Anno censimento

Crescita della popolazione degli schiavi in percentuale rispetto alla popolazione di ciascuno stato, 1790-1860

Un'animazione che mostra i territori e gli Stati che proibivano o permettevano la pratica della schiavitù negli USA tra gli anni 1789-1861.

| Anno  | Numero schiavi | Numero neri liberi | Totale neri | % Neri Liberi | Totale popolazione USA |     |
| ----- | -------------- | ------------------ | ----------- | ------------- | ---------------------- | --- |
| 1790  | 697 681        | 59 527             | 757 208     | 7.9%          | 3 929 214              | 19% |
| 1800  | 893 602        | 108 435            | 1 002 037   | 10.8%         | 5 308 483              | 19% |
| 1810  | 1 191 362      | 186 446            | 1 377 808   | 13.5%         | 7 239 881              | 19% |
| 1820  | 1 538 022      | 233 634            | 1 771 656   | 13.2%         | 9 638 453              | 18% |
| 1830  | 2 009 043      | 319 599            | 2 328 642   | 13.7%         | 12 860 702             | 18% |
| 1840  | 2 487 355      | 386 293            | 2 873 648   | 13.4%         | 17 063 353             | 17% |
| 1850  | 3 204 313      | 434 495            | 3 638 808   | 11.9%         | 23 191 876             | 16% |
| 1860  | 3 953 760      | 488 070            | 4 441 830   | 11.0%         | 31 443 321             | 14% |
| 1870  | 0              | 4 880 009          | 4 880 009   | 100%          | 38 558 371             | 13% |
| Fonte |                |                    |             |               |                        |     |

| Anno Censimento   | 1790    | 1800    | 1810      | 1820      | 1830      | 1840      | 1850      | 1860      |
| Stato             | 694 207 | 887 612 | 1 130 781 | 1 529 012 | 1 987 428 | 2 482 798 | 3 200 600 | 3 950 546 |
| ----------------- | ------- | ------- | --------- | --------- | --------- | --------- | --------- | --------- |
| Alabama           | –       | –       | –         | 47 449    | 117 549   | 253 532   | 342 844   | 435 080   |
| Arkansas          | –       | –       | –         | –         | 4 576     | 19 935    | 47 100    | 111 115   |
| California        | –       | –       | –         | –         | –         | –         | –         | –         |
| Connecticut       | 2 648   | 951     | 310       | 97        | 25        | 54        | –         | –         |
| Delaware          | 8 887   | 6 153   | 4 177     | 4 509     | 3 292     | 2 605     | 2 290     | 1 798     |
| Florida           | –       | –       | –         | –         | –         | 25 717    | 39 310    | 61 745    |
| Georgia           | 29 264  | 59 699  | 105 218   | 149 656   | 217 531   | 280 944   | 381 682   | 462 198   |
| Illinois          | –       | –       | –         | 917       | 747       | 331       | –         | –         |
| Indiana           | –       | –       | –         | 190       | 3         | 3         | –         | –         |
| Iowa              | –       | –       | –         | –         | –         | 16        | –         | –         |
| Kansas            | –       | –       | –         | –         | –         | –         | –         | 2         |
| Kentucky          | 12 430  | 40 343  | 80 561    | 126 732   | 165 213   | 182 258   | 210 981   | 225 483   |
| Louisiana         | –       | –       | –         | 69 064    | 109 588   | 168 452   | 244 809   | 331 726   |
| Maine             | –       | –       | –         | –         | 2         | –         | –         | –         |
| Maryland          | 103 036 | 105 635 | 111 502   | 107 398   | 102 994   | 89 737    | 90 368    | 87 189    |
| Massachusetts     | –       | –       | –         | –         | 1         | –         | –         | –         |
| Michigan          | –       | –       | –         | –         | 32        | –         | –         | –         |
| Minnesota         | –       | –       | –         | –         | –         | –         | –         | –         |
| Mississippi       | –       | –       | –         | 32 814    | 65 659    | 195 211   | 309 878   | 436 631   |
| Missouri          | –       | –       | –         | 10 222    | 25 096    | 58 240    | 87 422    | 114 931   |
| Nebraska          | –       | –       | –         | –         | –         | –         | –         | 15        |
| Nevada            | –       | –       | –         | –         | –         | –         | –         | –         |
| New Hampshire     | 157     | 8       | –         | –         | 3         | 1         | –         | –         |
| New Jersey        | 11 423  | 12 422  | 10 851    | 7 557     | 2 254     | 674       | 236       | 18        |
| New York          | 21 193  | 20 613  | 15 017    | 10 088    | 75        | 4         | –         | –         |
| Carolina del nord | 100 783 | 133 296 | 168 824   | 205 017   | 245 601   | 245 817   | 288 548   | 331 059   |
| Ohio              | –       | –       | –         | –         | 6         | 3         | –         | –         |
| Oregon            | –       | –       | –         | –         | –         | –         | –         | –         |
| Pennsylvania      | 3 707   | 1 706   | 795       | 211       | 403       | 64        | –         | –         |
| Rhode Island      | 958     | 380     | 108       | 48        | 17        | 5         | –         | –         |
| Carolina del sud  | 107 094 | 146 151 | 196 365   | 251 783   | 315 401   | 327 038   | 384 984   | 402 406   |
| Tennessee         | –       | 13 584  | 44 535    | 80 107    | 141 603   | 183 059   | 239 459   | 275 719   |
| Texas             | –       | –       | –         | –         | –         | –         | 58 161    | 182 566   |
| Vermont           | –       | –       | –         | –         | –         | –         | –         | –         |
| Virginia          | 292 627 | 346 671 | 392 518   | 425 153   | 469 757   | 449 087   | 472 528   | 490 865   |
| Wisconsin         | –       | –       | –         | –         | –         | 11        | 4         | –         |

### Studi nazionali e comparativi
- (EN) Ira Berlin, Generations of Captivity: A History of African American Slaves, 2003, ISBN 0-674-01061-2.
- (EN) Donald J. Berthrong, The Cheyenne and Arapaho Ordeal: Reservation and Agency Life in the Indian Territory, 1875 to 1907, University of Oklahoma, 1976, ISBN 0-8061-1277-8.
- (EN) Douglas A. Blackmon, Slavery by Another Name: The Re-Enslavement of Black Americans from the Civil War to World War II, 2008, ISBN 978-0-385-50625-0.
- (EN) John W. Blassingame, The Slave Community: Plantation Life in the Antebellum South, Oxford University Press, 1979, ISBN 0-19-502563-6.
- (EN) Joseph R. Conlin, Cengage Advantage Books: The American Past, Cengage Learning, 2011, ISBN 978-1-111-34339-2.
- (EN) Paul A. David e Peter Temin, Slavery: The Progressive Institution?, in Journal of Economic History, vol. 34, n. 3, settembre 1974.
- (EN) David Brion Davis, Inhuman Bondage: The Rise and Fall of Slavery in the New World, Oxford University Press, 2006.
- (EN) Stanley Elkins, Slavery: A Problem in American Institutional and Intellectual Life, University of Chicago Press, 1976, ISBN 0-226-20477-4.
- (EN) Don E. Fehrenbacher, Slavery, Law, and Politics: The Dred Scott Case in Historical Perspective, Oxford University Press, 1981.
- (EN) George Fitzhugh, The universal law of slavery, 1849, in Richard A. Harris e Daniel J. Tichenor (a cura di), A History of the U.S. Political System: Ideas, Interests, and Institutions, ABC-CLIO, 2009, ISBN 978-1-85109-718-0.
- (EN) Robert W. Fogel, Without Consent or Contract: The Rise and Fall of American Slavery, collana Econometric approach, W.W. Norton, 1989.
- (EN) Eric Foner, Give Me Liberty, Londra, Seagull Edition, 2009.
- (EN) John Hope Franklin e Loren Schweninger, Runaway Slaves: Rebels on the Plantation, 1999, ISBN 0-19-508449-7.
- (EN) Alan Gallay, The Indian Slave Trade, New York, Yale University Press, 2002, ISBN 0-300-10193-7.
- (EN) Eugene D. Genovese, Roll, Jordan, Roll: The World the Slaves Made, Pantheon Books, 1974.
- (EN) Steven Hahn, The Greatest Slave Rebellion in Modern History: Southern Slaves in the American Civil War, Southern Spaces, 2004.
- (EN) A. Leon, Jr Higginbotham, In the Matter of Color: Race and the American Legal Process: The Colonial Period, Oxford University Press, 1978, ISBN 0-19-502745-0.
- (EN) James Oliver Horton e Lois E. Horton, Slavery and the Making of America, 2005, ISBN 0-19-517903-X.
- (EN) Larry Koger, Black Slaveowners: Free Black Masters in South Carolina, 1790–1860, University of South Carolina Press, 1985, ISBN 0-89950-160-5.
- (EN) Peter Kolchin, American Slavery, 1619–1877 (Survey), Hill and Wang, 1993.
- (EN) Leon F Litwack, Trouble in Mind: Black Southerners in the Age of Jim Crow, 1998, ISBN 0-394-52778-X.
- (EN) Manning Marable, How Capitalism Underdeveloped Black America: Problems in Race, Political Economy, and Society, South End Press, 2000.
- (EN) Matthew Mason, Slavery and Politics in the Early American Republic, 2006, ISBN 978-0-8078-3049-9.
- (EN) Dannell Moon, Slavery, in Smith Merril D. (a cura di), Encyclopedia of Rape, Greenwood Publishing Group, 2004.
- (EN) Wilbert Ellis Moore, American Negro Slavery and Abolition: A Sociological Study, Ayer Publishing, 1980.
- (EN) Edmund S Morgan, American Slavery, American Freedom: The Ordeal of Colonial Virginia, W.W. Norton, 1975.
- (EN) Thomas D Morris, Southern Slavery and the Law, 1619–1860, University of North Carolina Press, 1996.
- (EN) James Oakes, The Ruling Race: A History of American Slaveholders, 1982, ISBN 0-393-31705-6.
- (EN) Roger L Ransom, Was It Really All That Great to Be a Slave?, in Agricultural History, vol. 48, n. 4, ottobre 1974.
- (EN) William K Scarborough, The Overseer: Plantation Management in the Old South, 1984.
- (EN) Simon Schama, Endings, Beginnings, in Rough Crossings: Britain, the Slaves and the American Revolution, New York, HarperCollins, 2006, ISBN 978-0-06-053916-0.
- (EN) Kenneth M. Stampp, The Peculiar Institution: Slavery in the Ante-Bellum South (Survey), 1956.
- (EN) Michael Tadman, Speculators and Slaves: Masters, Traders, and Slaves in the Old South, University of Wisconsin Press, 1989.
- (EN) W. D Wright, Historians and Slavery; A Critical Analysis of Perspectives and Irony in American Slavery and Other Recent Works, Washington, University Press of America, 1978.
- (EN) Junius P. Rodriguez (a cura di), Encyclopedia of Slave Resistance and Rebellion, Westport, Greenwood, 2007.

### Storia locale
- (EN) Barbara J. Fields, Slavery and Freedom on the Middle Ground: Maryland During the Nineteenth Century, Yale University Press, 1985.
- (EN) E. Jewett Clayton e John O. Allen, Slavery in the South: A State-By-State History, Greenwood Press, 2004.
- (EN) Alan Kulikoff, Tobacco and Slaves: The Development of Southern Cultures in the Chesapeake, 1680–1800, University of North Carolina Press, 1986.
- (EN) Patrick N. Minges, Slavery in the Cherokee Nation: The Keetoowah Society and the Defining of a People, 1855–1867, 2003.
- (EN) Clarence L. Mohr, On the Threshold of Freedom: Masters and Slaves in Civil War Georgia, University of Georgia Press, 1986.
- (EN) Chase C. Mooney, Slavery in Tennessee, Indiana University Press, 1957.
- (EN) Robert Olwell, Masters, Slaves, & Subjects: The Culture of Power in the South Carolina Low Country, 1740–1790, Cornell University Press, 1998.
- (EN) Joseph P. Reidy, From Slavery to Agrarian Capitalism in the Cotton Plantation South, Central Georgia, 1800–1880, University of North Carolina Press, 1992.
- (EN) C. Peter Ripley, Slaves and Freemen in Civil War Louisiana, Louisiana State University Press, 1976.
- (EN) Larry Eugene Rivers, Slavery in Florida: Territorial Days to Emancipation, University Press of Florida, 2000.
- (EN) James Benson Sellers, Slavery in Alabama, University of Alabama Press, 1950.
- (EN) Charles S. Sydnor, Slavery in Mississippi, 1933.
- (EN) Midori Takagi, Rearing Wolves to Our Own Destruction: Slavery in Richmond, Virginia, 1782–1865, University Press of Virginia, 1999.
- (EN) Joe Gray Taylor, Negro Slavery in Louisiana, Louisiana Historical Society, 1963.
- (EN) Peter H. Wood, Black Majority: Negroes in Colonial South Carolina from 1670 through the Stono Rebellion, W.W. Norton & Company, 1974.

### Storiografia
- (EN) John B. Boles e Evelyn T. Nolen (a cura di), Interpreting Southern History: Historiographical Essays in Honor of Sanford W. Higginbotham, 1987.
- (EN) Robert W. Fogel, The Slavery Debates, 1952-1990: A Retrospective, 2007.
- (EN) Peter J. Parish, Slavery: History and Historians, Westview Press, 1989.

### Risorse principali
- Octavia V. Rogers Albert. The House of Bondage Or Charlotte Brooks and Other Slaves. Oxford University Press, 1991. Risorsa primaria con commenti. ISBN 0-19-506784-3
- (EN) The House of Bondage, or, Charlotte Brooks and Other Slaves, Original and Life-Like, su docsouth.unc.edu. testo completo originale del 1890, con copertina e titolo sul sito della University of North Carolina a Chapel Hill
- (EN) Narrative of the Life of Frederick Douglass, an American Slave, su Project Gutenberg. URL consultato il 24 dicembre 2011 (archiviato dall'url originale il 7 settembre 2008).
- (EN) Frederick Douglass, My Bondage and My Freedom, su Project Gutenberg. URL consultato il 24 dicembre 2011 (archiviato dall'url originale il 12 ottobre 2008).
- (EN) J. William Frost, Christianity: A Social and Cultural History, Upper Saddle River, Prentice Hall, 2008, ISBN 978-0-13-578071-8.
- Leon Litwack Been in the Storm So Long: The Aftermath of Slavery. (1979) Vincitore del National Book Award nel 1981 e del premio Pulitzer per la storia nel 1980
- (EN) Missouri History Museum Archives - Collezione sulla schiavitù (PDF), su mohistory.org.
- (EN) Diane Mutti Burke, On Slavery's Border: Missouri's Small Slaveholding Households, 1815-1865, University of Georgia Press, 2010, ISBN 978-0-8203-3683-1.
- (EN) David M. Potter, The Impending Crisis: America Before the Civil War, 1848–1861, Harper & Row, 1976.

### Letture sull'argomento
Racconti orali di ex schiavi
- Before Freedom When I Just Can Remember: Twenty-seven Oral Histories of Former South Carolina Slaves Belinda Hurmence, 1989. ISBN 0-89587-069-X
- Before Freedom: Forty-Eight Oral Histories of Former North & South Carolina Slaves. Belinda Hurmence. Mentor Books: 1990. ISBN 0-451-62781-4
- God Struck Me Dead, Voices of Ex-Slaves Clifton H. Johnson ISBN 0-8298-0945-7

Letteratura e critica culturale
- Ryan, Tim A. Calls and Responses: The American Novel of Slavery since Gone with the Wind. Baton Rouge: Louisiana State University Press, 2008.
- Van Deburg, William. Slavery and Race in American Popular Culture. Madison University of Wisconsin Press, 1984.